# Avezac-Prat-Lahitte
Vous lisez un « bon article » labellisé en 2020.
Pour les articles homonymes, voir Avezac, Prat et Lahitte.
Avezac-Prat-Lahitte  est une commune rurale française située dans l'est du département des Hautes-Pyrénées en région Occitanie. Sur le plan historique et culturel, la commune est dans la région des Baronnies, dont le nom est issu d'une légende selon laquelle quatre seigneurs du Moyen Âge avaient pour habitude de festoyer ensemble aux sources de l'Arros, chacun d'eux gardant un pied sur sa terre et l'autre sur celle du voisin.
Exposée à un climat de montagne, elle est drainée par l'Arros, la Baïse Darré, l'Avezaguet, le ruisseau Lahitte et par divers autres petits cours d'eau. La commune possède un patrimoine naturel remarquable composé de quatre zones naturelles d'intérêt écologique, faunistique et floristique, dont le « réseau hydrographique des Baronnies », une zone riche abritant une espèce très rare et endémique des Pyrénées et du quart nord-ouest de la péninsule ibérique, le Desman des Pyrénées
Avezac-Prat-Lahitte est une commune rurale qui compte 582 habitants en 2022. Elle fait partie de l'aire d'attraction de Lannemezan. Ses habitants sont appelés les Avezacais ou  Avezacaises.
Les abords immédiats du territoire d'Avezac-Prat-Lahitte, la vallée de l'Arros, portent des traces d'occupation humaine depuis le Paléolithique. Mais c'est surtout avec l'apparition d'un grand nombre de tumuli à la fin du Néolithique, dont celui de l'Estaque, que cette présence est attestée sur le territoire communal avec une occupation datée par des outillages du Chalcolithique, puis du premier Âge du fer. Les mentions d'Avezac et de Lahitte n’apparaissent formellement qu’au XIIe siècle dans le cartulaire de Bigorre et Prat en 1313. Avezac et Prat fusionnent en 1801, rejoints par Lahitte en 1972 pour former la commune actuelle. À partir de la fin du XIXe siècle, la commune connaît une baisse de sa population qui se stabilise dans les années 1950.
L'église Saint-Barthélemy à Avezac, d'architecture romane, probablement construite au XVe siècle, renferme divers objets inscrits à l'inventaire des monuments historiques dont un retable daté du XVIIe siècle, une construction monumentale qui épouse l’ensemble du chœur.

## Géographie

### Localisation et communes limitrophes
Avezac-Prat-Lahitte se situe dans le sud de la France, à l'est des Hautes-Pyrénées. Elle est distante à vol d'oiseau (orthodromie) de 4,5 km de Capvern (chef-lieu du canton), 7,4 km de Lannemezan (siège de la communauté de communes et centre du bassin de vie no 65258), mais aussi à 15,2 km de Bagnères-de-Bigorre (chef-lieu de l'arrondissement), 28,6 km de Tarbes (préfecture, centre de la zone d'emploi no 7310), 107,7 km de Toulouse (capitale régionale) et 662,2 km de Paris. La commune française métropolitaine la plus éloignée est Bray-Dunes à 904,8 km.
Avezac-Prat-Lahitte est limitrophe de douze communes, dont Lortet au sud-est par un quadripoint et Batsère à l'ouest, par un autre quadripoint, à la Pé de Cutor.
| Sarlabous                    | Tilhouse, Capvern   | Lannemezan, La Barthe-de-Neste |
| Batsère (par un quadripoint) | Avezac-Prat-Lahitte | Izaux                          |
| Espèche, Lomné               | Esparros, Labastide | Lortet (par un quadripoint)    |

### Paysages et relief
Dans le cadre de la Convention européenne du paysage, adoptée le 20 octobre 2000 et entrée en vigueur en France le 1er juillet 2006, un atlas des paysages des Hautes-Pyrénées a été élaboré en 2015 par le conseil d'architecture, d'urbanisme et de l'environnement (CAUE) des Hautes-Pyrénées, en collaboration avec les services de l’État et un bureau d'études spécialisé. Les paysages du département s'organisent ainsi en trois grands ensembles et seize unités de paysage. La commune fait partie de l'unité de paysage « les Baronnies de Bigorre », au sein de l'ensemble des « paysages de piémont collinaire », compris entre le paysage de montagne au sud du département et le piémont des plaines et coteaux au nord.
Le territoire de la commune est ainsi formé en son centre et à l'est par le début du plateau de Lannemezan, où se situent les noyaux d'habitations d'Avezac au centre, Prat au sud et d'Avezac-Gare dans le secteur nord-est. On y trouve aussi la majorité des champs agricoles ou d'élevage. Sur la partie ouest de la commune, le plateau se désagrège en réseau de collines et vallons forestiers typiques des Baronnies des Pyrénées, les secteurs d'habitations de Lahitte et Lasserre y étant situés en haut de collines. Dans les vallons de l'ouest se trouvent les ruisseaux Lahitte et l'Avezaguet, qui prennent leurs sources plus au sud-est sur le territoire de la commune au niveau des contreforts du plateau, et s'écoulent direction ouest pour rejoindre la rivière Arros qui passe à la limite occidentale de la commune.
Le territoire d'Avezac-Prat-Lahitte présente une superficie de 1 781 hectares (surface équivalente à celle d'un carré de 4,2 km de côté) et monte d'ouest en est : il part du bas de la vallée de l'Arros à son extrémité occidentale, point le plus bas avec une altitude de 380 mètres, pour monter sur le plateau de Lannemezan à l'est, avec 733 mètres d'altitude pour le point le plus haut,.

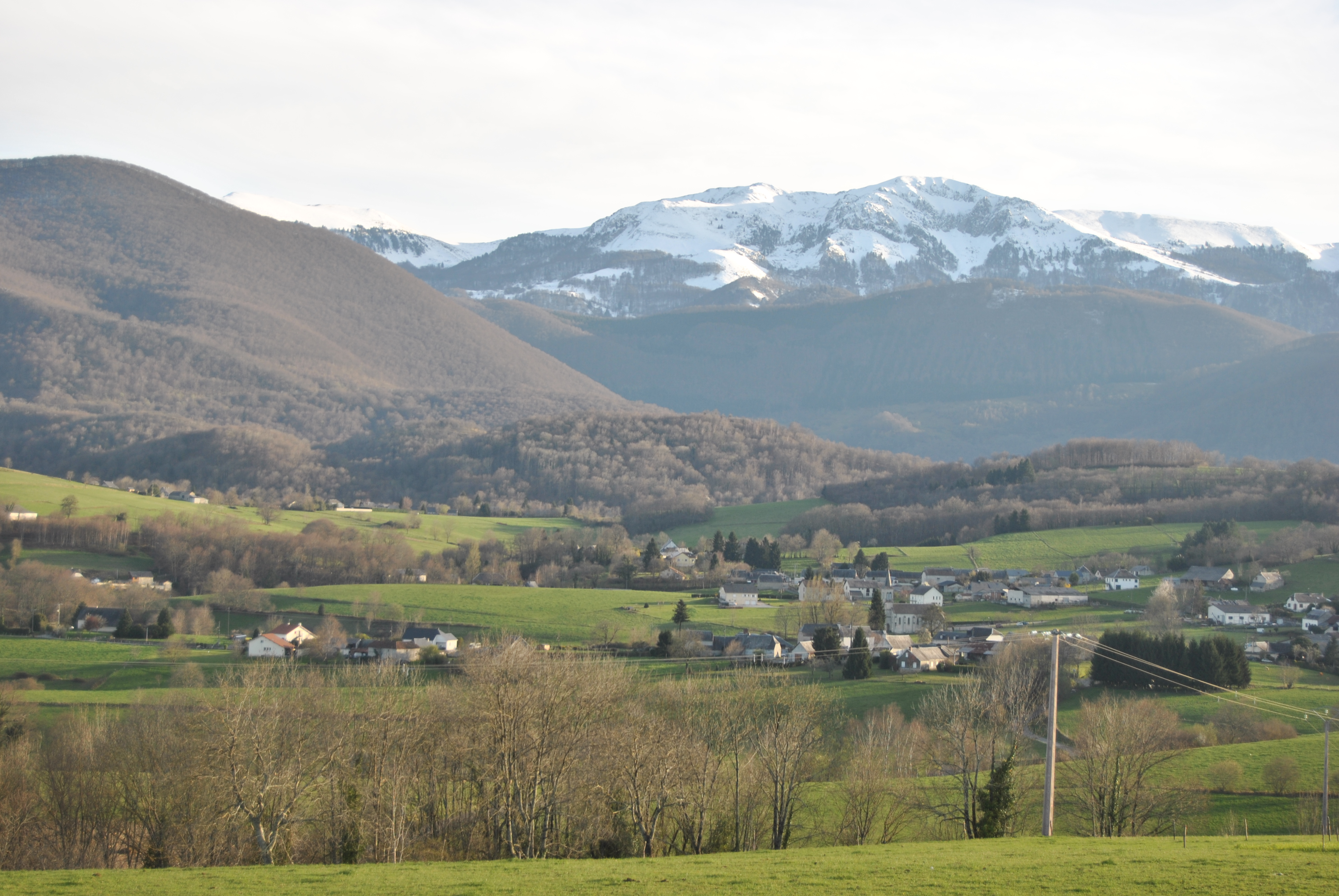
Le village de Prat, depuis le château d'eau du Pourricaou.
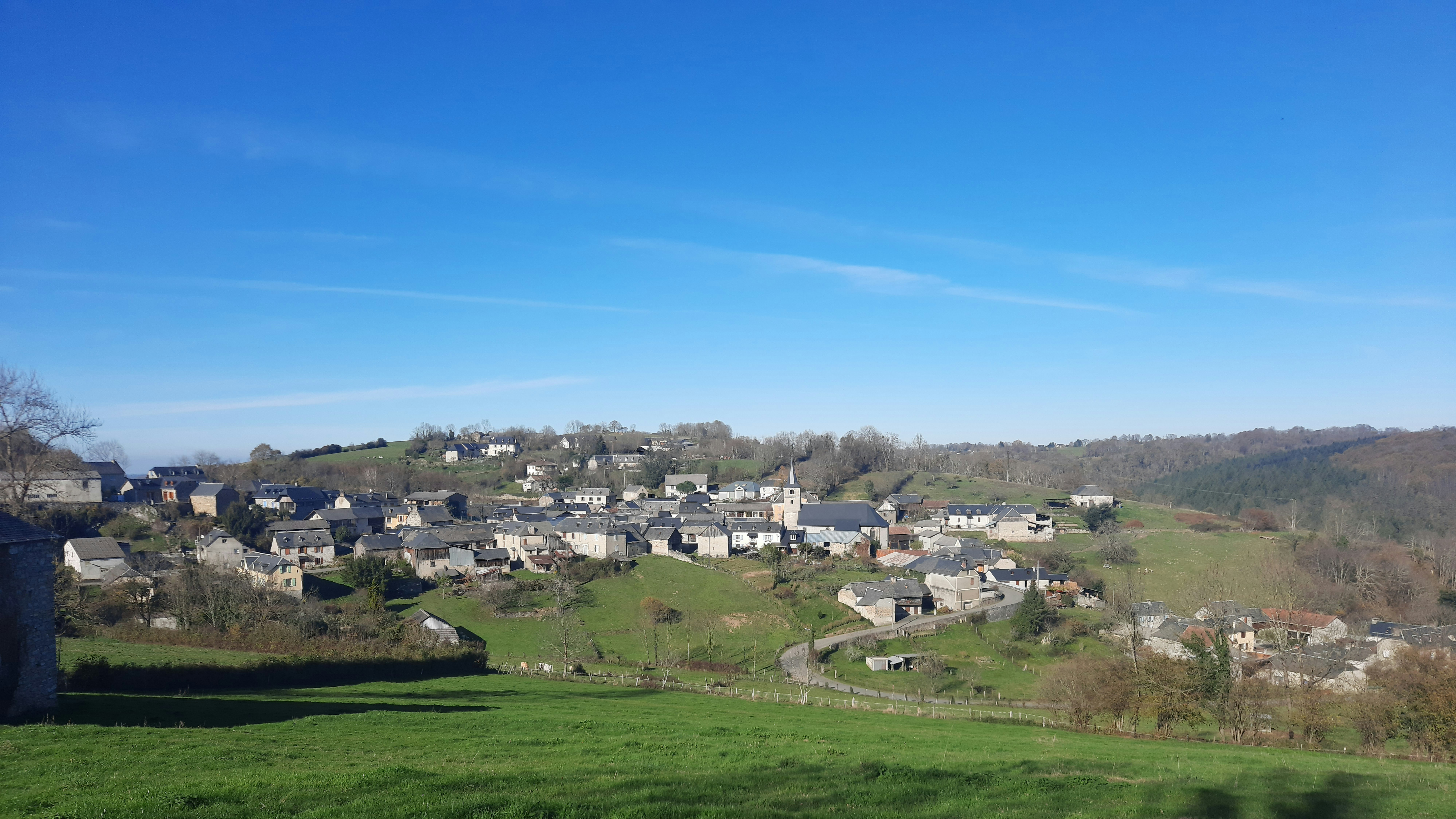
Vue du village d'Avezac, depuis le château d'eau du Pourricaou.

### Géologie

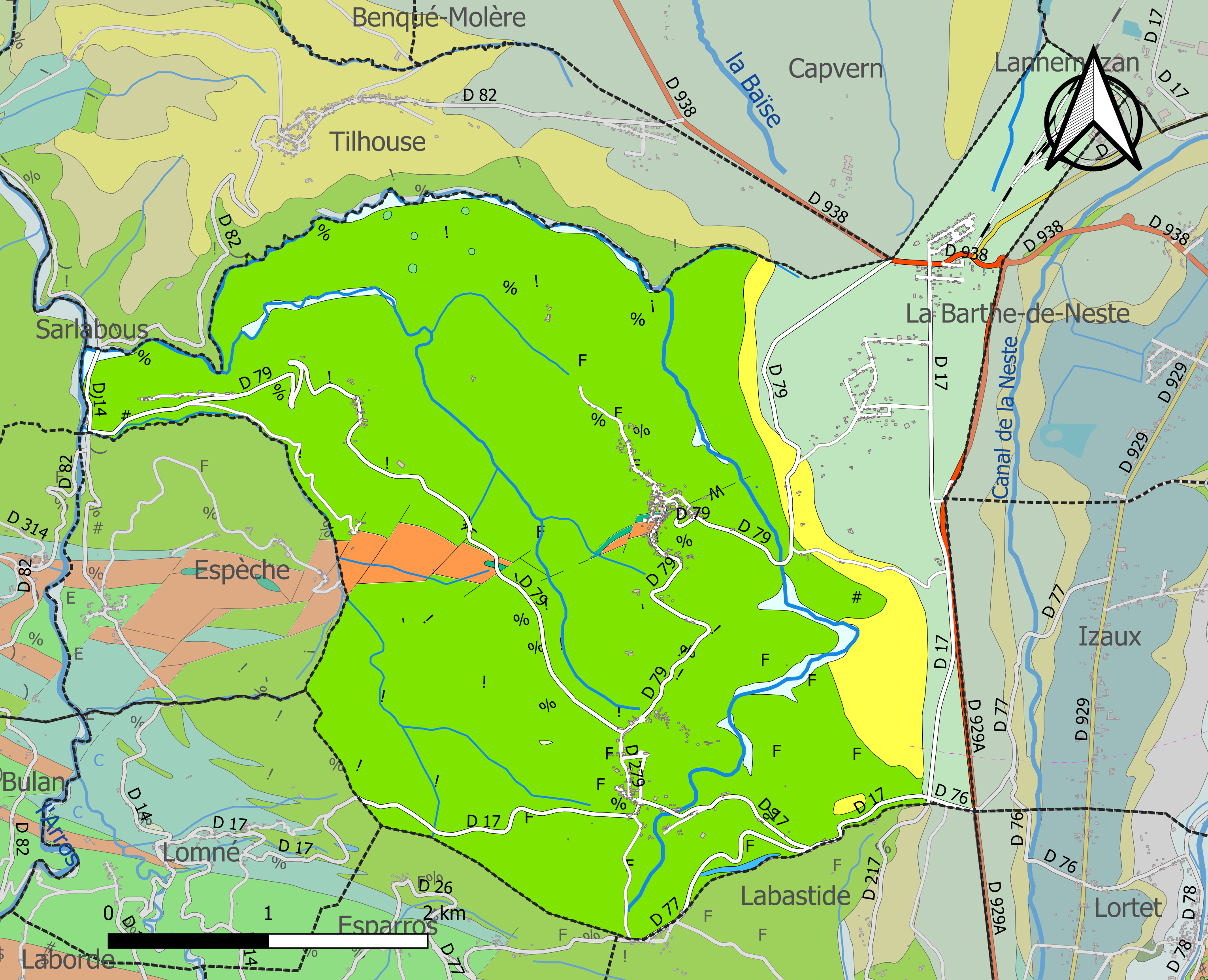
Carte géologique de la commune d'Avezac-Prat-Lahitte.
Fz, Alluvions fluviatiles actuelles et subactuelles
Fp-IV : Pliocène supérieur - Pléistocène inférieur. Alluvions de la formation supérieure de Lannemezan : argiles rubéfiées et galets siliceux)
m6, Pontien : Argiles à galets et graviers, sables
n6b-cF, Albien moyen-supérieur : Flysch noir ardoisier des Baronnies et Schistes d'Espieilh (est de l'Adour)
n6b-c(BII), Albien moyen-supérieur : Flysch noir ardoisier des Baronnies, bancs de brèches à éléments mésozoïques
n5-6C, Aptien - Albien : Calcaires à Toucasia (faciès urgonien), calcarénites à entroques - 128
ò2, Lherzolite

Les strates géologiques affleurant à l'est de la commune, c'est-à-dire sur le plateau de Lannemezan, se composent de deux couches sédimentaires récentes. La plus à l'est et la plus récente est formée par des alluvions composées de limons d'argile et de galets datant du Pléistocène (−2,58 Ma à −11 700 ans),. Juste sous cette couche et affleurant aussi sur son bord ouest, se trouve la deuxième couche mélangeant des argiles, galets, sables et graviers datant du Miocène-Pliocène (−23 Ma à −2,58 Ma),. Toutes les roches qui composent ces deux strates sont des roches détritiques issues de l'érosion des Pyrénées après leurs formations. Les sols ou couches d'humus se développant sur ces couches géologiques sont caillouteux de type brunisol (sol brun) ou véracrisol (sol acide et humide d'au moins 50 cm d'épaisseur dû à l'activité de vers de terre).
Au centre et à l'ouest, l'érosion fluviale du plateau a laissé apparaître une couche plus ancienne et plus profonde composée essentiellement de schistes dits d'Espieilh, datant de l'Albien (−113 à −100 Ma), soit la fin du Crétacé inférieur,.
Cette couche atteint jusqu'à 1 200 m d'épaisseur au niveau du synclinal de Prat, et ses schistes d'Espieilh sont des roches sédimentaires détritiques constituées de pélites gréseuses. Ces sédiments se sont déposés il y a plus de 100 Ma dans une mer calme et peu profonde, chose prouvée par la présence d'ammonites dans les schistes. Les sols actuels, qui recouvrent cette couche en surface, sont majoritairement des sols bruns.
Enfin, il y a un système de failles qui se forme au niveau d'Avezac puis s'ouvre en direction d'Espèche, c'est-à-dire en suivant une direction sud-ouest. La faille principale, qui court depuis Avezac jusqu'à Espèche et au-delà, s’appelle la « faille d'Avezac » ; c'est une ancienne faille normale qui s'est formée lors de la phase sédimentaire de l'Albien. Cette faille n'est pas continue, car brisée par une série de petites failles décrochantes, ce qui fait apparaître des roches sédimentaires encore plus anciennes de type calcarénite, roches représentatives de zones littorales chaudes et datant de l'Urgonien (−130 à −113 Ma), et même quelques roches magmatiques de type lherzolite au niveau d'Avezac. Une roche, découverte sur l'emplacement actuel de la tour du village, a été nommée « Avezacite », en référence au nom de la commune. C'est une variété d'hornblendite.
On reconstruit donc le passé géologique sur la commune de Avezac-Prat-Lahitte comme suit : durant le Crétacé inférieur, de −130 à −100 Ma, un littoral marin avec une mer peu profonde, calme et plutôt chaude, permet le dépôt et la formation des calcarénites puis des schistes. De −100 à −23 Ma on note un hiatus de couches géologiques, probablement dû à la fermeture de cette mer suivi de la surrection des Pyrénées. Enfin après −23 Ma, la présence d'anciens fleuves, issus des Pyrénées, forme les dépôts alluvionnaires du plateau de Lannemezan à l'est de la commune, tandis qu'à l'ouest, l'Arros et ses affluents comme l'Avezaguet érodent les couches sédimentaires, creusant des vallons et laissant apparaitre des collines en négatif.

#### Réseau hydrographique

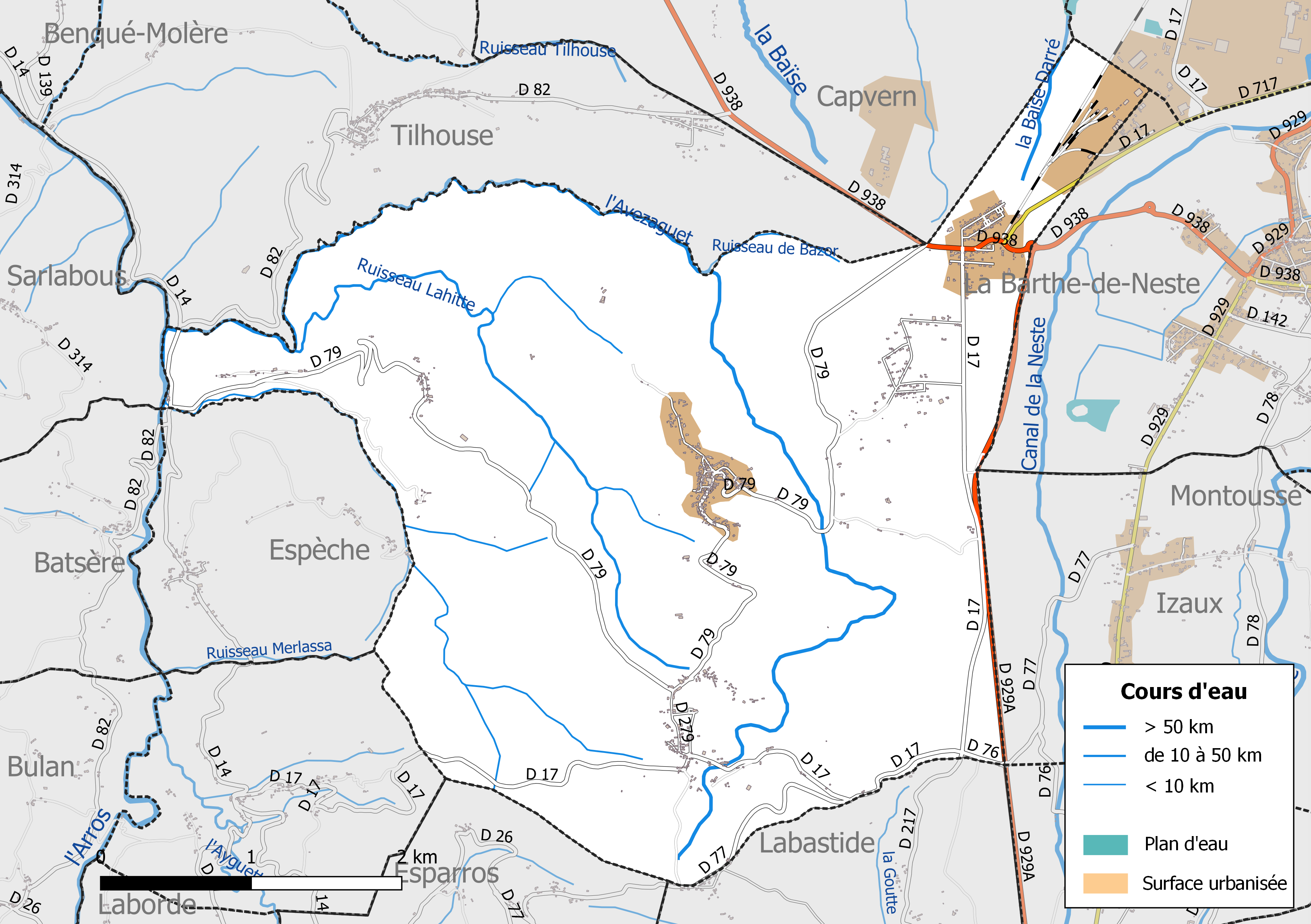
Carte du réseau hydrographique de la commune d'Avezac-Prat-Lahitte.

La commune est drainée par l'Avezaguet, le ruisseau Lahitte, la Baïse Darré, le ruisseau de Bazor et par divers petits cours d'eau.
L'Avezaguet, prend sa source au sud de la commune au droit du lieu-dit La Pomarède, en aval du village de Prat, et s'écoule en direction du nord avant de s’orienter vers l’ouest où il constitue une limite séparative avec la commune de Tilhouse. Il se jette dans la rivière Arros en limite occidentale de la commune, la confluence constituant un tripoint avec les communes de Tilhouse et de Sarlabous. L’Arros constitue un des grands axes du bassin de l'Adour, orienté sud-nord et confluant avec l'Adour au nord du département des Hautes-Pyrénées,.
Le ruisseau Lahitte prend sa source à proximité de celle de l’Avezaguet, au nord du village Prat, et suit un cours sensiblement parallèle sud-nord avant de le rejoindre à l’extrémité ouest de la commune.
Le troisième cours d'eau notable, la Baïse Darré, prend sa source à l'extrémité nord-est de la commune, à proximité de l'ancienne gare d'Avezac, mais sort du territoire communal après quelques centaines de mètres.

#### Gestion des cours d'eau
Afin d’atteindre le bon état des eaux imposé par la Directive-cadre sur l'eau du 23 octobre 2000, plusieurs outils de gestion intégrée s’articulent à différentes échelles pour définir et mettre en œuvre un programme d’actions de réhabilitation et de gestion des milieux aquatiques : le schéma directeur d'aménagement et de gestion des eaux (SDAGE), à l’échelle du bassin hydrographique, et le schéma d'aménagement et de gestion des eaux (SAGE), à l’échelle locale. Ce dernier fixe les objectifs généraux d'utilisation, de mise en valeur et de protection quantitative et qualitative des ressources en eau superficielle et souterraine. Deux SAGE sont mis en œuvre dans le département des Hautes-Pyrénées.
Au sein du SDAGE Adour-Garonne, la commune fait partie du SAGE Adour amont, approuvé le 19 mars 2015, dont elle constitue l'extrémité sud-est. Le territoire de ce SAGE englobe le bassin de l'Adour des sources au confluent des Luys réunis, pour une superficie de 4 500 km2,. Le pilotage et l’animation de ce SAGE sont assurés par l’établissement public territorial de bassin Institution Adour, qualifié de « structure porteuse ». Cet organisme a été créé en 1978 par les quatre départements du bassin de l'Adour (Hautes-Pyrénées, Gers, Landes et Pyrénées-Atlantiques) pour gérer le fleuve Adour et ses affluents de leur source à l'embouchure.
Jusqu’en 2019, la commune faisait également partie du SAGE Neste-Ourse, à son extrémité nord-ouest, mais celui-ci a été dissout par arrêté du 27 mai 2019 et est amené à être remplacé par le SAGE Neste et Rivières de Gascogne, en phase d'émergence sur le territoire.

### Hydrographie
La commune est pour partie dans le bassin de l'Adour et pour partie dans le bassin de la Garonne, au sein du bassin hydrographique Adour-Garonne. Elle est drainée par l'Arros, la Baïse Darré, l'Avezaguet, le ruisseau Lahitte, le ruisseau de Bazor et par divers petits cours d'eau, constituant un réseau hydrographique de 23 km de longueur totale.
L'Arros, d'une longueur totale de 130,8 km, prend sa source dans la commune d'Esparros et s'écoule du sud vers le nord. Il traverse la commune et se jette dans l'Adour à Izotges, après avoir traversé 54 communes.
La Baïse Darré, d'une longueur totale de 10,4 km, prend sa source dans la commune d'Avezac-Prat-Lahitte et s'écoule du sud vers le nord. Il traverse la commune et se jette dans la Baïse à Escaunets, après avoir traversé 5 communes.
L'Avezaguet, d'une longueur totale de 10,6 km, prend sa source dans la commune d'Avezac-Prat-Lahitte et s'écoule du sud vers le nord. Il traverse la commune et se jette dans l'Arros à Sarlabous.

### Climat
- Moyenne annuelle de température : 11,2 °C
- Nombre de jours avec une température inférieure à -5°C : 4,5 j
- Nombre de jours avec une température supérieure à 30°C : 3,9 j
- Amplitude thermique annuelle[Note 2] : 14,2 °C
- Cumuls annuels de précipitation : 1040 mm
- Nombre de jours de précipitation en janvier : 9,9 j
- Nombre de jours de précipitation en juillet : 7,8 j

La commune bénéficie d’un « climat océanique dégradé des plaines du Centre et du Nord », selon la typologie des climats en France définie en 2010. Ce type, qui ne concerne que quelques communes de Hautes-Pyrénées, est similaire à celui qui affecte l’ensemble du Bassin parisien. Le climat reste océanique mais avec de belles dégradations. Les températures sont intermédiaires et les précipitations sont faibles (moins de 700 mm de cumul annuel), surtout en été, mais les pluies tombent en moyenne sur 12 jours en janvier et sur 8 en juillet, valeurs moyennes rapportées à l’ensemble français. La variabilité interannuelle des précipitations est minimale tandis que celle des températures est élevée.
Les paramètres climatiques qui ont permis d’établir cette typologie comportent six variables pour les températures et huit pour les précipitations, dont les valeurs correspondent à la normale 1971-2000. Les sept principales variables caractérisant la commune sont présentées dans l'encadré ci-après. À titre de comparaison, les relevés de la station météorologique de Tarbes-Ossun-Lourdes, distante de 28,6 km à vol d'oiseau, sont présentés ci-après.
| Mois                              | jan.  | fév.  | mars  | avril | mai   | juin  | jui.  | août | sep.  | oct.  | nov.  | déc.  | année   |
| --------------------------------- | ----- | ----- | ----- | ----- | ----- | ----- | ----- | ---- | ----- | ----- | ----- | ----- | ------- |
| Température minimale moyenne (°C) | 1     | 1,5   | 3,7   | 5,6   | 9,5   | 12,8  | 14,9  | 14,9 | 11,9  | 8,7   | 4,3   | 1,8   | 7,6     |
| Température moyenne (°C)          | 5,6   | 6,4   | 8,9   | 10,7  | 14,5  | 17,8  | 20    | 20,1 | 17,4  | 13,8  | 9     | 6,4   | 12,6    |
| Température maximale moyenne (°C) | 10,3  | 11,3  | 14,2  | 15,8  | 19,5  | 22,8  | 25,1  | 25,2 | 22,8  | 19    | 13,7  | 11    | 17,6    |
| Ensoleillement (h)                | 118,3 | 129,2 | 169,2 | 170,2 | 189,1 | 197,9 | 204,9 | 206  | 189,8 | 150,6 | 117,5 | 108,7 | 163     |
| Précipitations (mm)               | 95    | 81,1  | 87    | 111,7 | 111,6 | 78    | 56    | 68,1 | 71,6  | 88,1  | 102,5 | 96,7  | 1 047,4 |

### Milieux naturels et biodiversité
L'inventaire national du patrimoine naturel (INPN) fait état de plus de 400 espèces présentes sur le territoire communal. Parmi elles, 51 sont protégées et 5 menacées.
Quatre ZNIEFF sont recensées sur le territoire communal : deux de type 1 (le « Réseau hydrographique des Baronnies » et les « landes humides et tourbières de Capvern ») et deux de type 2 (la « zone des Baronnies des Pyrénées » et les « landes humides de Capvern et plateau de Lannemezan »).

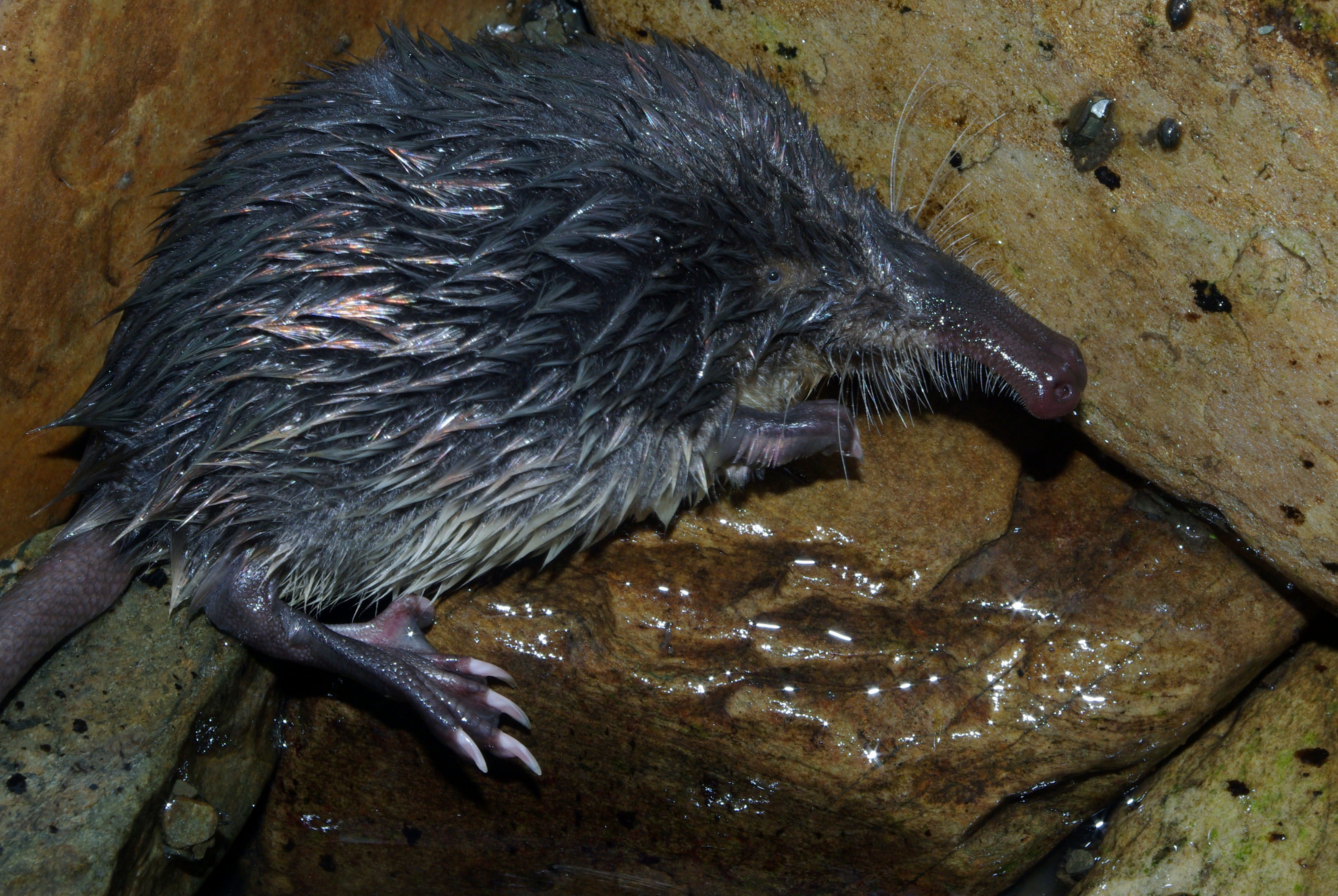
Le Desman des Pyrénées, ou Rat-trompette, est un enjeu majeur de la ZNIEFF « Réseau hydrographique des Baronnies ». Impossible à trouver sur la commune en question, ni même dans tout le bassin de l'Arros.

Le « Réseau hydrographique des Baronnies » comprend 5 m de part et d'autre du lit mineur des différents cours d’eau du bassin versant de l'Arros, et donc l’Avezaguet, le ruisseau Lahitte et leurs affluents sur la commune. Elle correspond notamment à l'habitat de deux espèces de mammifères semi-aquatiques : le Desman des Pyrénées et la Loutre d'Europe, mais aussi à la répartition d'autres enjeux faune-flore étroitement liés à la présence des ruisseaux. Le Desman des Pyrénées, petit mammifère semi-aquatique de la famille des talpidés, est particulièrement original dans tous les aspects de sa biologie. La présence potentielle de cette espèce très rare et endémique des Pyrénées et du quart nord-ouest de la péninsule ibérique, est exceptionnelle. Il constitue un des enjeux majeurs de cette ZNIEFF. Toutes les perturbations pouvant affecter le fonctionnement des cours d'eau et notamment le fonctionnement hydrologique sont préjudiciables à l'espèce.
Les « landes humides et tourbières de Capvern » comprennent les landes de la Baïse Darré (à l'extrême nord-est du territoire communal), de Hour-Bagnadé et du sud de Saint-Martin. Elles constituent des vestiges d'un ensemble beaucoup plus vaste qui a été dégradé au fil des années.
La « zone des Baronnies des Pyrénées » s'étend sur l'ensemble des Baronnies, une entité bien définie constituée du haut bassin de l'Arros et présentant une superficie de 204 km2. Elle occupe les trois-quarts ouest de la commune. Elle est l'habitat privilégié de nombreuses plantes endémiques, comme la Scrofulaire des Pyrénées (Scrophularia pyrenaica) ou l'Androsace hérissée (Androsace hirtella), toutes deux protégées au niveau national. Les grands complexes forestiers offrent un habitat privilégié pour la faune.
Les « landes humides de Capvern et du plateau de Lannemezan », présentant une superficie de 1 171 ha, englobent la zone de type 1 des « landes humides et tourbières de Capvern ».

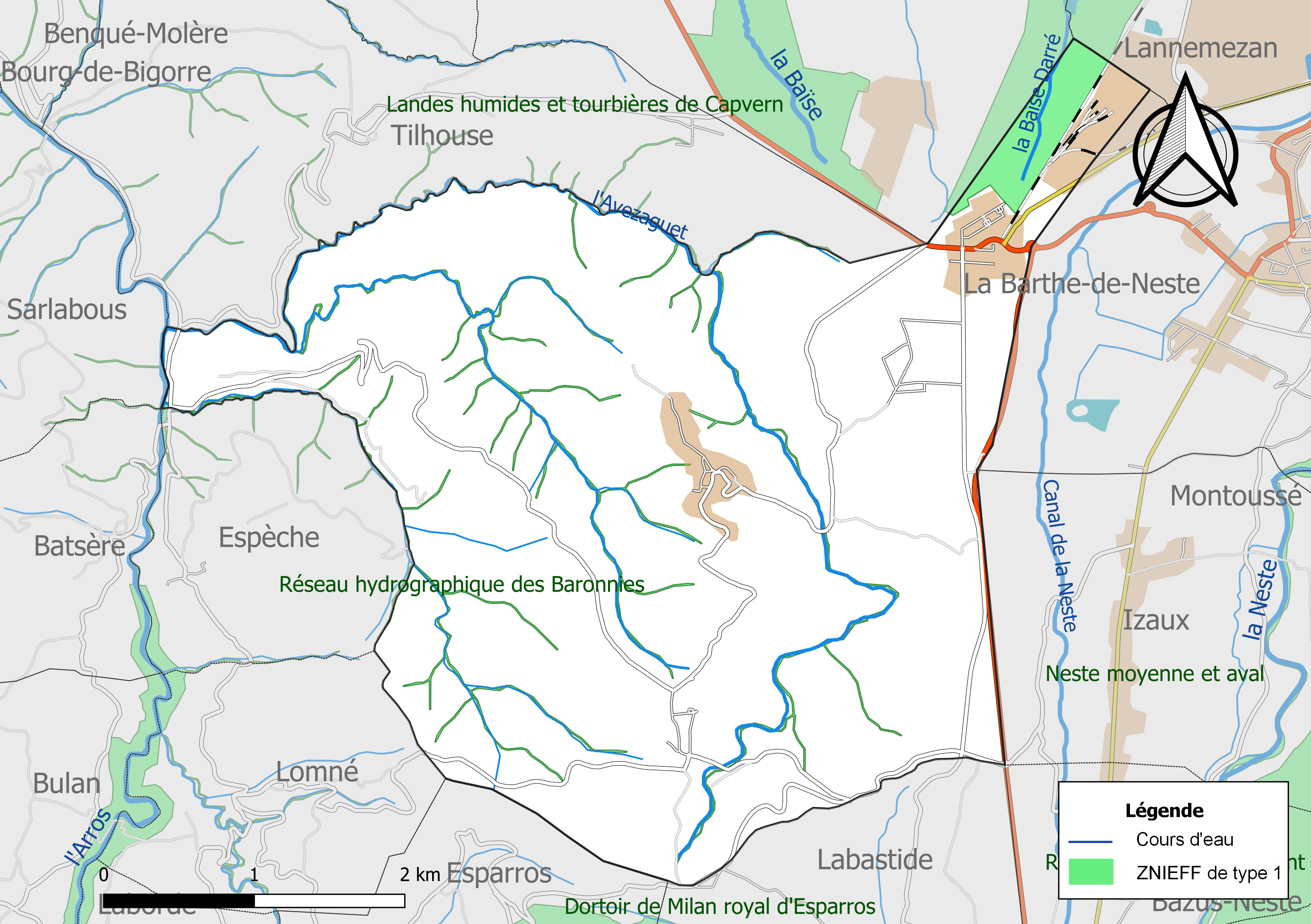
ZNIEFF de type 1, dont le « Réseau hydrographique des Baronnies ».
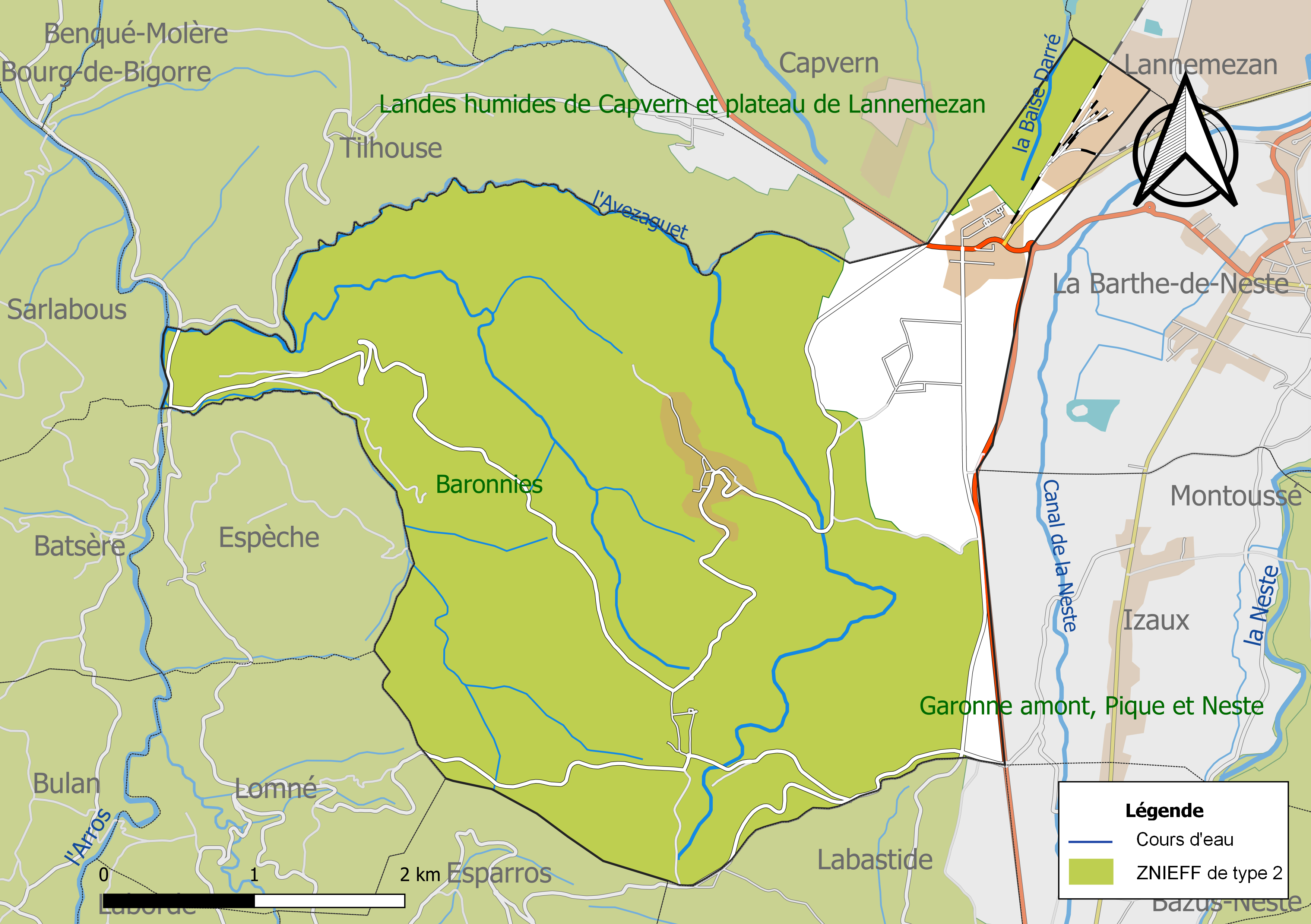
ZNIEFF de type 2, dont la « zone des Baronnies des Pyrénées » qui occupe les 4/5 du territoire communal.

## Urbanisme

### Typologie
Au 1er janvier 2024, Avezac-Prat-Lahitte est catégorisée commune rurale à habitat dispersé, selon la nouvelle grille communale de densité à sept niveaux définie par l'Insee en 2022.
Elle est située hors unité urbaine. Par ailleurs la commune fait partie de l'aire d'attraction de Lannemezan, dont elle est une commune de la couronne,. Cette aire, qui regroupe 65 communes, est catégorisée dans les aires de moins de 50 000 habitants,.

### Occupation des sols

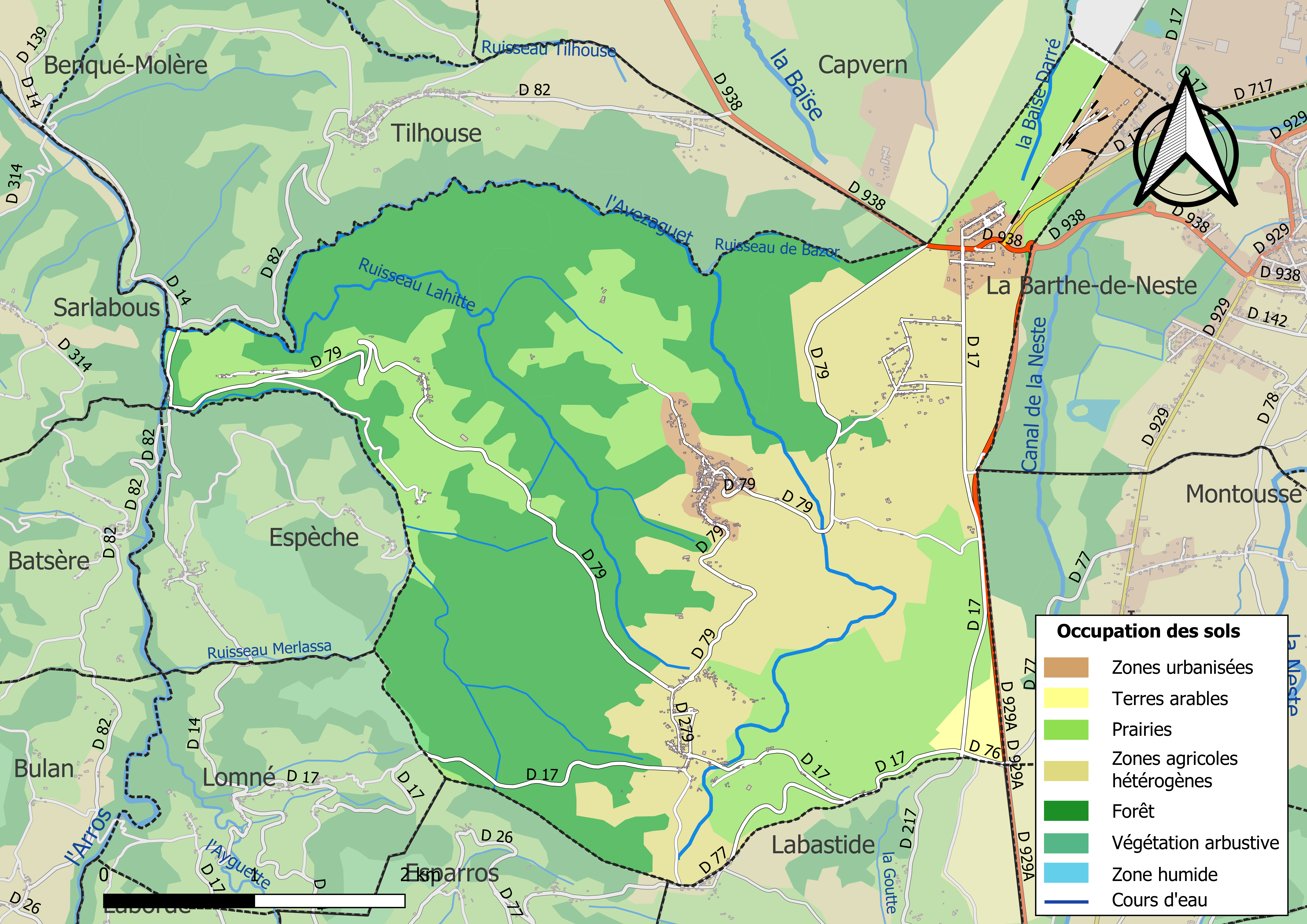
Carte de l'occupation des sols de la commune.

L'occupation des sols de la commune, telle qu'elle ressort de la base de données européenne d’occupation biophysique des sols Corine Land Cover (CLC), est marquée par l'importance des territoires agricoles (52,4 % en 2018), une proportion identique à celle de 1990 (52,4 %). La répartition détaillée en 2018 est la suivante : forêts (43 %), prairies (34,5 %), zones agricoles hétérogènes (16,8 %), zones urbanisées (2,9 %), zones industrielles ou commerciales et réseaux de communication (1,5 %), terres arables (1 %), milieux à végétation arbustive et/ou herbacée (0,1 %).

### Planification

#### SCOT Piémont du Pays des Nestes
Le schéma de cohérence territoriale (SCoT) Piémont du Pays des Nestes est l'outil de planification qui détermine des orientations générales et définit des objectifs en matière d’aménagement du territoire et de mise en cohérence de l’ensemble des politiques sectorielles sur un horizon à 20 ans, à l'échelle du territoire constitué en 2015 par cinq communautés de communes (CC du Plateau de Lannemezan et des Baïses, CC des Baronnies, CC. Neste-Baronnies, CC du canton de Saint-Laurent-de-Neste et CC de la Vallée de la Barousse) qui fusionnent en 2017 (CC du Plateau de Lannemezan et CC Neste Barousse),. Portée par le syndicat mixte du Plateau de Lannemezan et des vallées de Neste-Barousse, l'élaboration du document est prescrite en février 2015, le diagnostic est élaboré en 2016, le Projet d'aménagement et de développement durables (PADD) en 2017, le document d’orientations et d’objectifs en 2018, le projet de SCOT est arrêté le 6 mars 2020,.

#### Plan local d'urbanisme
L’urbanisme fait partie des compétences transférées aux communes par la loi de décentralisation du 7 janvier 1983. Dans ce cadre, la commune d'Avezac-Prat-Lahitte élabore un plan local d'urbanisme (PLU) en février 2005.
Pour faire face aux questions d’étalement urbain, de préservation de la biodiversité, d’économie des ressources et de pénurie de logements, le niveau communal n’est, aujourd’hui, plus systématiquement le plus approprié. La notion de PLU intercommunal ou communautaire (PLUi) a ainsi été instaurée par la loi portant engagement national pour l’environnement (ENE) du 12 juillet 2010. Dans ce cadre, l’élaboration d’un PLU intercommunal a été lancée en 2016 par la communauté de communes de Neste-Baronnies, puis poursuivie en 2017 par la communauté de communes du Plateau de Lannemezan à la suite de la nouvelle organisation intercommunale.

### Logement
Le tableau ci-dessous présente une comparaison de quelques indicateurs chiffrés du logement pour Avezac-Prat-Lahitte et l'ensemble des Hautes-Pyrénées en 2018, :
|                                        | Avezac-Prat-Lahitte | Hautes-Pyrénées |
| -------------------------------------- | ------------------- | --------------- |
| Ensemble des logements                 | 357                 | 162 729         |
| Part des résidences principales (en %) | 75,2                | 67,2            |
| Part des résidences secondaires (en %) | 13                  | 23,3            |
| Part des logements vacants (en %)      | 11,8                | 9,5             |

En 2018, le nombre total de logements dans la commune est de 357. Parmi ces logements, 75,2 % sont des résidences principales, 13 % des résidences secondaires et 11,8 % des logements vacants. Ces logements sont pour 98 % d'entre eux des maisons individuelles et pour 1,4 % des appartements.
La plus grande majorité des ménages (86,1 %) sont propriétaires de leur habitation, valeur assez élevée par rapport à la moyenne départementale (64,9 %) ; le logement locatif représente 11,6 % des résidences principales,.
Entre 1991 et 2015, 73 résidences principales ont été construites (en très grande majorité des maisons individuelles), représentant 27,3 % du parc ; entre 1946 et 1990, le nombre de constructions nouvelles est de 119. Le parc des résidences principales a plus que doublé depuis la Seconde Guerre mondiale.
Il n'y a pas de logements HLM à Avezac-Prat-Lahitte, ni d'immeuble d'habitat collectif.

### Voies de communication et transports

Carte des routes départementales traversant la commune.

Avezac-Prat-Lahitte est une commune rurale, ce qui implique une faible connexion aux réseaux de transports en commun. Cependant, la proximité de Lannemezan et Capvern permet une offre de transport hors de la commune.
Elle est desservie par huit routes départementales. La D 79 en est la principale, puisqu'elle traverse Avezac-Gare, Avezac-Village, Prat et Lahitte. La D 938 permet de connecter la commune à Lannemezan et Capvern. La D 17 suit les limites communales au sud. La D 929A permet de relier le village à la vallée d'Aure, par Hèches puis Sarrancolin. La D 14, la D 76, la D 77 et la D 279 n'ont qu'une petite partie passant sur le territoire communal. L'autoroute la plus proche est l'A 64, est accessible aux sorties no 16 à Lannemezan, et no 15 à Capvern.

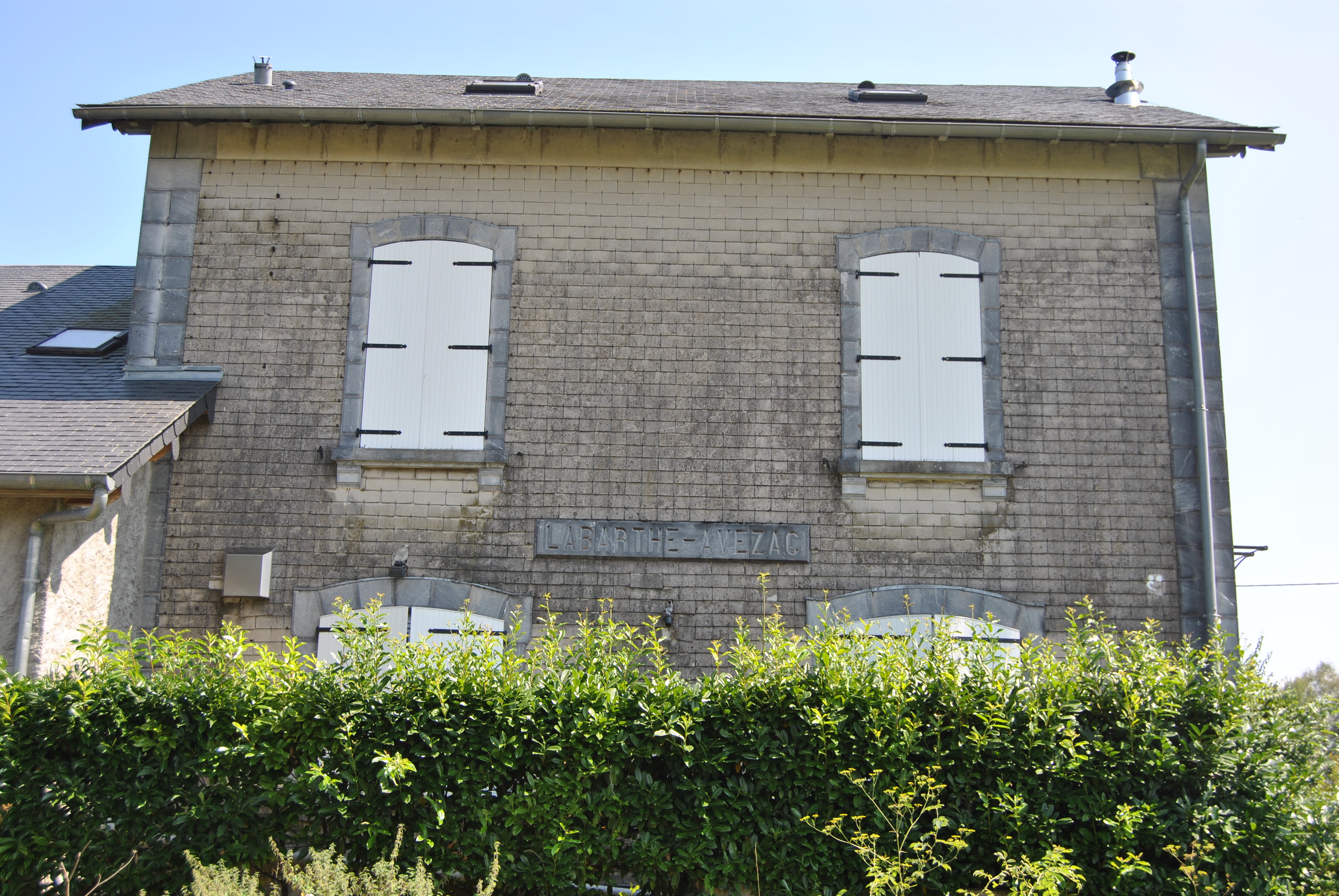
L'ancienne gare de La Barthe - Avezac, vue de la voie, située quartier la Gare, désormais propriété privée.

La ligne de chemin de fer de Lannemezan à Arreau - Cadéac qui assurait la continuité du trajet ferroviaire de Toulouse à Bayonne a été mise en service en août 1897. Elle comportait une gare, au quartier la Gare à Avezac (gare de Labarthe - Avezac). Le trafic voyageurs a été interrompu en mars 1969 et la section est partiellement fermée,. Depuis lors, la plus proche gare SNCF est la gare de Lannemezan (environ dix minutes de trajet automobile). Un projet de réhabilitation est à l'étude, afin de transformer l'ancienne ligne en voie verte avec donc une partie passant sur le territoire de la commune.
L'aéroport Tarbes-Lourdes est distant d'environ 48 km en itinéraire routier et celui de Pau-Pyrénées d'environ 86 km.

### Risques naturels et technologiques
Le territoire de la commune est vulnérable à différents aléas naturels : climatiques (hiver exceptionnel ou canicule), feux de forêts, inondations et séisme (sismicité moyenne). Il est aussi soumis à deux risques technologiques : un risque industriel, du fait de la proximité avec l'usine Arkema de Lannemezan, et un risque de transport de matières dangereuses, ainsi qu’à un risque particulier : le radon.
Cinq arrêtés ont reconnu l'état de catastrophe naturelle dans la commune : en 1982 pour une tempête, puis en 1999, 2007, 2009 et 2013 pour des inondations, coulées de boue et mouvements de terrain.

#### Risques naturels
Le Plan départemental de protection des forêts contre les incendies 2020-2029 approuvé le 21 avril 2020 présente une cartographie des espaces naturels combustibles par commune et définit une sensibilité des communes à l’aléa feux de forêt (de nulle à très forte). La commune d’Avezac-Prat-Lahitte, qui fait partie des communes qui ont subi le plus de feux durant la période 2007-2016, est classée en aléa faible, que ce soit par vent de nord-est ou par vent de sud. Le plan définit des orientations en matière de prévention.
Les Hautes-Pyrénées se situent dans la zone où le risque sismique est le plus élevé du territoire national métropolitain. L’origine de ces séismes est la collision entre la plaque africaine et la plaque eurasiatique qui fait rejouer la faille coulissant le long des Pyrénées. La commune d’Avezac-Prat-Lahitte se trouve en zone d’aléa moyen, selon le zonage sismique entré en vigueur le 1er mai 2011,,
Les mouvements de terrains susceptibles de se produire sur la commune sont liés au retrait-gonflement des argiles, un phénomène qui est la conséquence d'un changement d'humidité des sols argileux. Les argiles sont capables de fixer l'eau disponible mais aussi de la perdre en se rétractant en cas de sécheresse. Ce phénomène peut provoquer des dégâts très importants sur les constructions (fissures, déformations des ouvertures) pouvant rendre inhabitables certains locaux. La carte de zonage de cet aléa peut être consultée sur le site de l'observatoire national des risques naturels Géorisques. Une grande bande est de la commune, couvrant en particulier le village d'Avezac-Gare, est en aléa moyen.

#### Risques technologiques
Le risque industriel sur la commune est lié à la présence de l’usine Arkema située sur le territoire de la commune de Lannemezan. Le risque est dû principalement à la présence d’une sphère d’ammoniac qui, en cas d’explosion, serait susceptible d’affecter une zone de rayon de 1 515 m couvrant les communes de Lannemezan, Avezac-Prat-Lahitte (partie extrême nord-est de la commune), la Barthe-de-Neste et Capvern. Un comité local d'information et de concertation (CLIC) a été créé en 2006, renouvelé en 2010 puis remplacé par un comité de suivi de site (CSS) en 2014, renouvelé en 2019. Un plan de prévention des risques technologiques (PPRT) associé à cet établissement a été approuvé en 2008.
Le risque de transport de matières dangereuses sur la commune est lié à sa traversée par une ligne de chemin de fer et une canalisation de transport d'hydrocarbures. Un accident se produisant sur de telles infrastructures est susceptible d’avoir des effets graves sur les biens, les personnes ou l'environnement, selon la nature du matériau transporté. Des dispositions d’urbanisme peuvent être préconisées en conséquence.

#### Risque particulier
Dans plusieurs parties du territoire national, le radon, accumulé dans certains logements ou autres locaux, peut constituer une source significative d’exposition de la population aux rayonnements ionisants. Toutes les communes du département sont concernées par le risque radon à un niveau plus ou moins élevé (allant de 1 à 3). La commune d’Avezac-Prat-Lahitte est classée en catégorie 1, où de nombreux bâtiments présentent des concentrations en radon faibles.

## Toponymie
Le Dictionnaire toponymique des communes des Hautes-Pyrénées de Michel Grosclaude et Jean-François Le Nail rapporte les dénominations historiques du village, reportées sur le site des archives départementales des Hautes-Pyrénées.
- Du point de vue étymologique, le nom Avezac aurait été formé sur le nom de personne latin Avitius avec le suffixe -acum qui a abouti à la terminaison -ac en gascon. En occitan, le nom de la commune est Avesac /awezak/.
- Le nom Prat est issu du gascon prat « pré ». En occitan, le nom de la commune est Prat /pʁat/.
- Le nom de Lahitte est l'équivalent gascon du toponyme occitan Lafitte, les deux ayant reçu une terminaison francisée -e, au lieu du -a / -o d'origine. Hita désigne par ellipse, selon les lieux, une [petra] ficta « pierre fichée » (cf. Peyrefitte), c'est-à-dire un monument mégalithique, une borne marquant une limite ou des jalons sur des routes[66]. D'un point de vue phonétique hita « fiche » est une forme gasconne correspondant à l'occitan fita, car le f- initial latin en gascon comme en castillan s'est amuï en h- à l'initiale des mots, exemple : latin filia > occitan filha / gascon hilha « fille ». En occitan gascon, le nom de la commune est Era Hita /eʁa hito/.

## Histoire

### Préhistoire
La présence d'hommes du genre Homo dans le secteur est attestée par la reconnaissance de nombreuses pierres taillées dans la vallée de l'Arros et ce dès le Paléolithique inférieur. La présence de l'Homme moderne (Homo sapiens) est particulièrement bien attestée autour de la commune en ce qui concerne la période du Magdalénien (vers 19 000 et 12 000 ans av. J.-C.) : la « grotte de l'Homme Mort » à Lomné, et la « grotte du bois de Cantet » à Espèche ont livré un outillage caractéristique de cette période (lames, burins, racloirs, grattoirs, denticulés) ainsi que des sagaies en bois de rennes. Quant à la grotte de Labastide, située juste au sud de la commune, elle contient des gravures et des peintures sur paroi du Magdalénien représentant des chevaux, des bisons, des bouquetins et des rennes.

### Protohistoire
Un ensemble tumulaire connu sous le nom d’« Avezac » ou de « l’Estaque », est localisé sur la langue qui prolonge le plateau de Lannemezan en direction de Bielsa et qui constitue une zone géographique parmi les plus riches en tumulus à l’échelle nationale. Étudié pour la première fois en 1877, cet ensemble a fait ensuite l’objet de nombreuses investigations jusqu’en 2006 à l’occasion d’une fouille d’archéologie préventive, mais aussi de très nombreux pillages.
Ces tumuli constituaient des sépultures contenant, d’après les premières fouilles, des objets de la Tène (deuxième Âge du fer), des poteries ibériques ou grecques absentes dans l'Aquitaine proprement dite et qui semblent témoigner d'un apport des Celtes de la Tène II (vers 300 - vers 120 avant J.-C.) et III (jusqu'à la conquête romaine). Initialement, le cimetière d'Avezac-Prat-Lahitte était constitué de 50 tertres formant deux groupes : le premier composé de 44 tumulus dont 27, alignés en direction ouest-est, aboutissaient au menhir dit « la Pierre Salouyou » et étaient entourés par 17 autres tertres paraissant de construction plus récente, le deuxième de 6 tumulus alignés qui couronnaient le rameau du nord-ouest. À l'intérieur des tumuli ont été relevées les traces de bûchers plus ou moins profonds, paraissant avoir servi à plusieurs incinérations. Les mobiliers des tumuli étaient constitués d’urnes funéraires, d'épées, couteaux et autres armes, et d'accessoires ou bijoux comme des fibules, des agrafes de ceinturon, des diadèmes ou des torques,.
Les investigations les plus récentes attribuent certains outils à une époque plus ancienne, remontant au Chalcolithique et au premier Âge du fer.

Mobiliers découverts dans l'ensemble tumulaire de l’Estaque en 1877
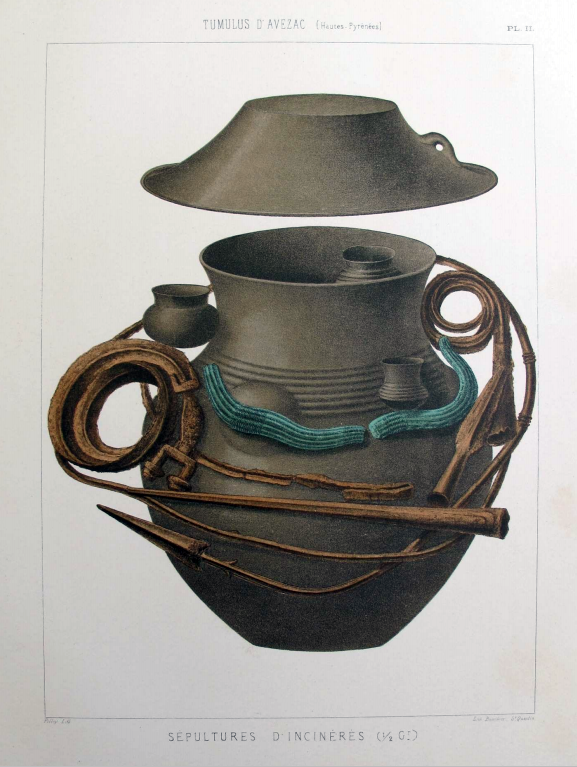
Urne funéraire
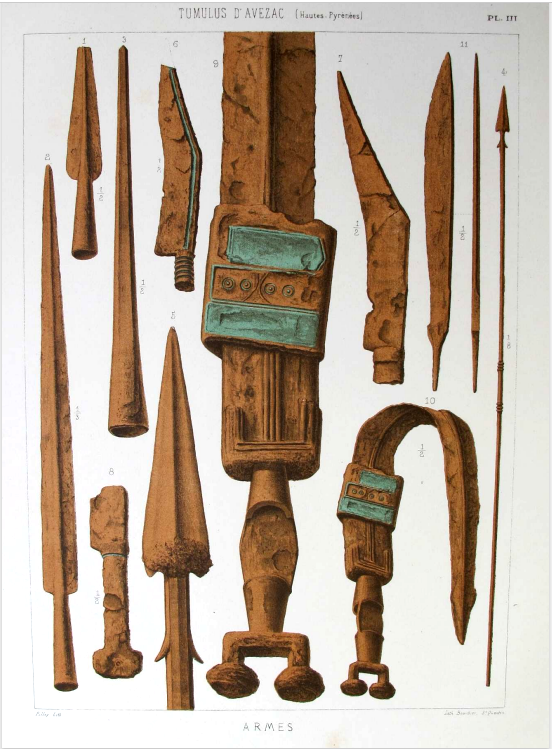
Armes
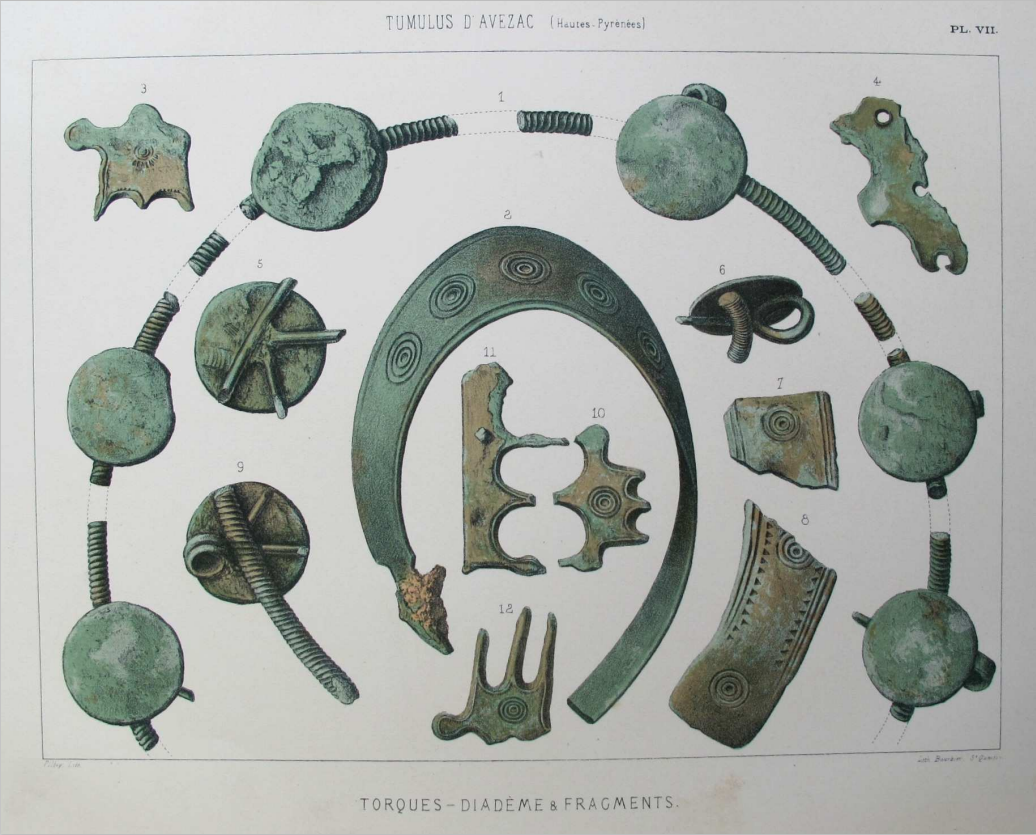
Torque, diadèmes et fragments
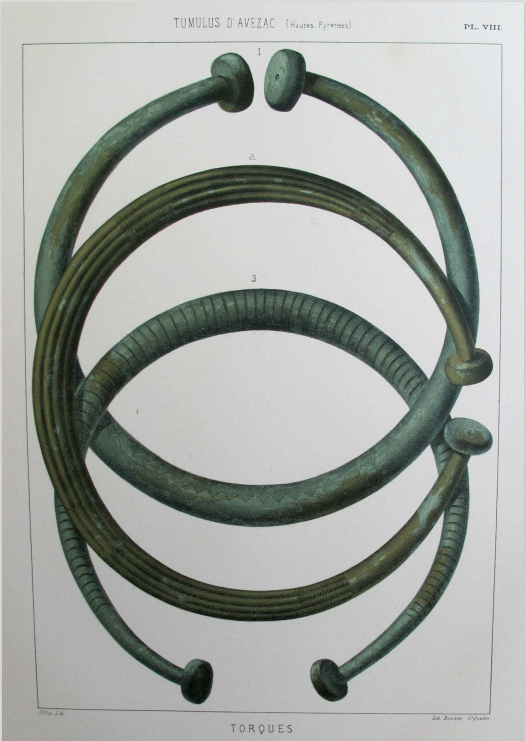
Torques
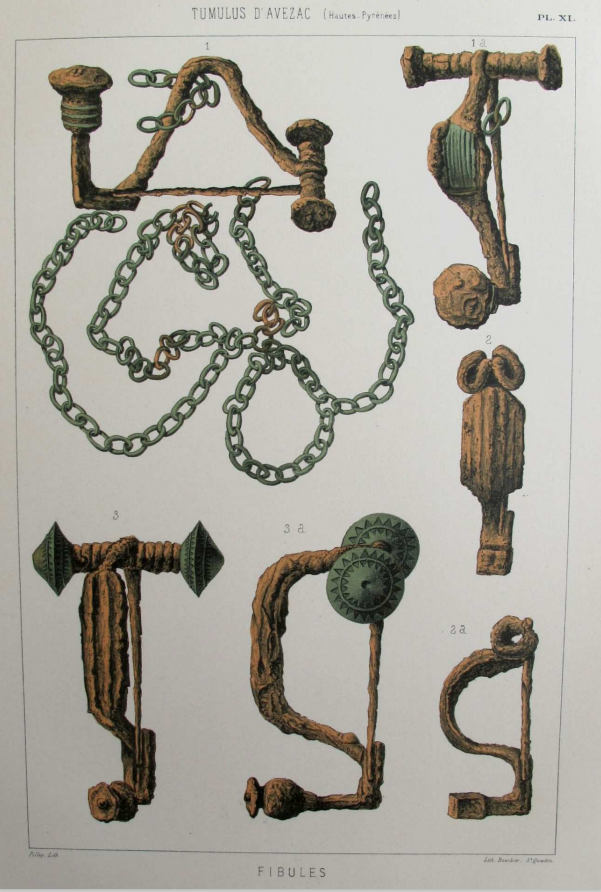
Fibules

### Antiquité et Moyen Âge
La fondation d'Avezac remonte au moins au XIIe siècle, selon une trace figurant dans un cartulaire de Bigorre. Pour Lahitte, c'est un siècle plus tard, dans le même type d'ouvrage qu'elle apparaît. Enfin, Prat apparaît au XIVe siècle dans le Debita regi Navarre.
La commune comptait par exemple en 1313, 70 feux.

### Époque contemporaine

#### Révolution française et Empire: nouvelle organisation territoriale

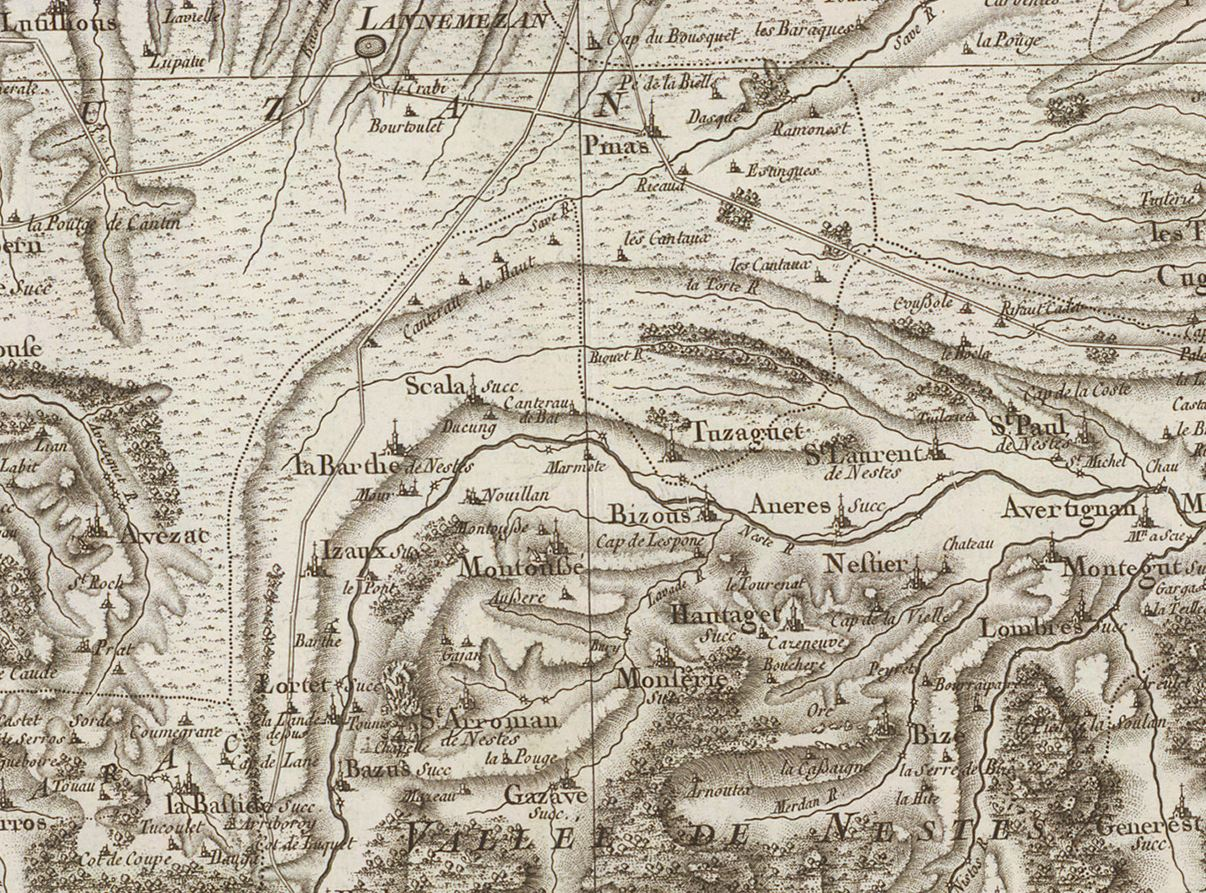
Extrait de la carte de Cassini (entre 1756 et 1789) situant Avezac au sud-ouest de Lannemezan.

Le décret de l'Assemblée nationale du 12 novembre 1789 décrète qu'« il y aura une municipalité dans chaque ville, bourg, paroisse ou communauté de campagne », mais ce n'est qu'avec le décret de la Convention nationale du 10 brumaire an II (31 octobre 1793) que les paroisses d'Avezac, de Prat et de Lahitte deviennent formellement des communes.
En 1790, dans le cadre de la création des départements, Avezac et Prat sont rattachées au canton de Labarthe et au district de la Barthe, tandis que Lahitte est rattachée au canton de Lannemezan et au district de Bagnères. Les cantons sont supprimés, en tant que découpage administratif, par une loi du 26 juin 1793, et ne conservent qu'un rôle électoral, permettant l'élection des électeurs du second degré chargés de désigner les députés,. La Constitution du 5 fructidor an III, appliquée à partir de vendémiaire an IV (1795) supprime les districts, considérés comme des rouages administratifs liés à la Terreur, mais maintient les cantons qui acquièrent dès lors plus d'importance en retrouvant une fonction administrative. Enfin, sous le Consulat, l’arrêté du 7 frimaire an X (28 novembre 1801) réduit le nombre de justices de paix dans les Hautes-Pyrénées. Avezac et Prat restent rattachées au canton de Labarthe et à l'arrondissement de Bagnères, tandis que Lahitte est incorporée à ces divisions,,,. Entre 1801 et 1806, Avezac et Prat fusionnent. Cette organisation reste inchangée pendant plus de 160 ans jusqu'à la fusion d’Avezac-Prat avec Lahitte en 1972 pour former la commune actuelle.
La monographie de Lahitte de 1887 rapporte qu'au sein des archives communales, « il est à regretter que les documents officiels destinés à établir l’histoire de la commune, les ouvrages, les monographies, les écrits, tout fasse défaut. ».
Le plan cadastral napoléonien d'Avezac-Prat est consultable sur le site des archives départementales des Hautes-Pyrénées. Il en est de même pour la commune de Lahitte.

#### De la Révolution française à la fin duXXesiècle: prédominance de l'agriculture
Avezac-Prat-Lahitte était une commune à très forte tendance agricole. Selon la monographie communale d'Avezac-Prat de 1887, tout au long de l'année, on cultivait en alternance du blé, du seigle, de l'avoine, de l'orge, du maïs, du sarrasin, du millet, de la pomme de terre, du haricot, du navet, du lin, du trèfle, de la luzerne, et enfin, du sainfoin. Selon celle de Lahitte, on cultivait aussi du froment, du méteil et des châtaignes. Pour le commerce, avant que Lannemezan ne devienne le point de rendez-vous avec son marché hebdomadaire, la commune était le lieu où se retrouvaient les habitants des Baronnies.
Chaque maison élève bœufs et vaches pour les travaux. Des troupeaux de brebis sont constitués. Les porcs sont engraissés, soit pour la consommation personnelle, soit pour être vendus. Les habitants possèdent aussi des poules, dont les œufs sont consommés ou vendus,.
Selon cette même monographie, les habitants sont décrits comme tous catholiques sans « cultes dissidents ». Les hommes communient « quatre ou cinq fois l'année » et les femmes tous les dimanches, en portant à toutes les cérémonies, dès la première communion (à l'âge de dix ou onze ans), le capulet de l'enterrement, coiffe typique des Pyrénées. Cette forte présence du catholicisme dans la commune s'observe plus d'un siècle plus tard par la présence de nombreux monuments religieux (églises, chapelle, oratoires, croix monumentales, etc.).

#### Période contemporaine
Au début d'année 2017, le village est élu deuxième village préféré des lecteurs de La Dépêche du Midi, quotidien régional.

## Politique et administration

### Découpage territorial
La commune d'Avezac-Prat-Lahitte est membre de la communauté de communes du Plateau de Lannemezan, un établissement public de coopération intercommunale (EPCI) à fiscalité propre créé le 1er janvier 2017 dont le siège est à Lannemezan. Ce dernier est par ailleurs membre d'autres groupements intercommunaux.
Sur le plan administratif, elle est rattachée à l'arrondissement de Bagnères-de-Bigorre, au département des Hautes-Pyrénées et à la région Occitanie. Sur le plan électoral, elle dépend du canton de Neste, Aure et Louron pour l'élection des conseillers départementaux, depuis le redécoupage cantonal de 2014 entré en vigueur en 2015, et de la première circonscription des Hautes-Pyrénées pour les élections législatives, depuis le dernier découpage électoral de 2010,.
Du point de vue judiciaire, Avezac-Prat-Lahitte relève du tribunal judiciaire, du conseil de prud'hommes, du tribunal pour enfants, du tribunal de commerce et du tribunal paritaire des baux ruraux de Tarbes ainsi que de la cour d'appel de Pau.

### Élections municipales et communautaires
Dans cette petite commune rurale, il est usuel qu'une seule liste, sans étiquette partisane, se présente aux scrutins municipaux, la totalité des candidats étant élus au premier tour.

#### Élections de 2020

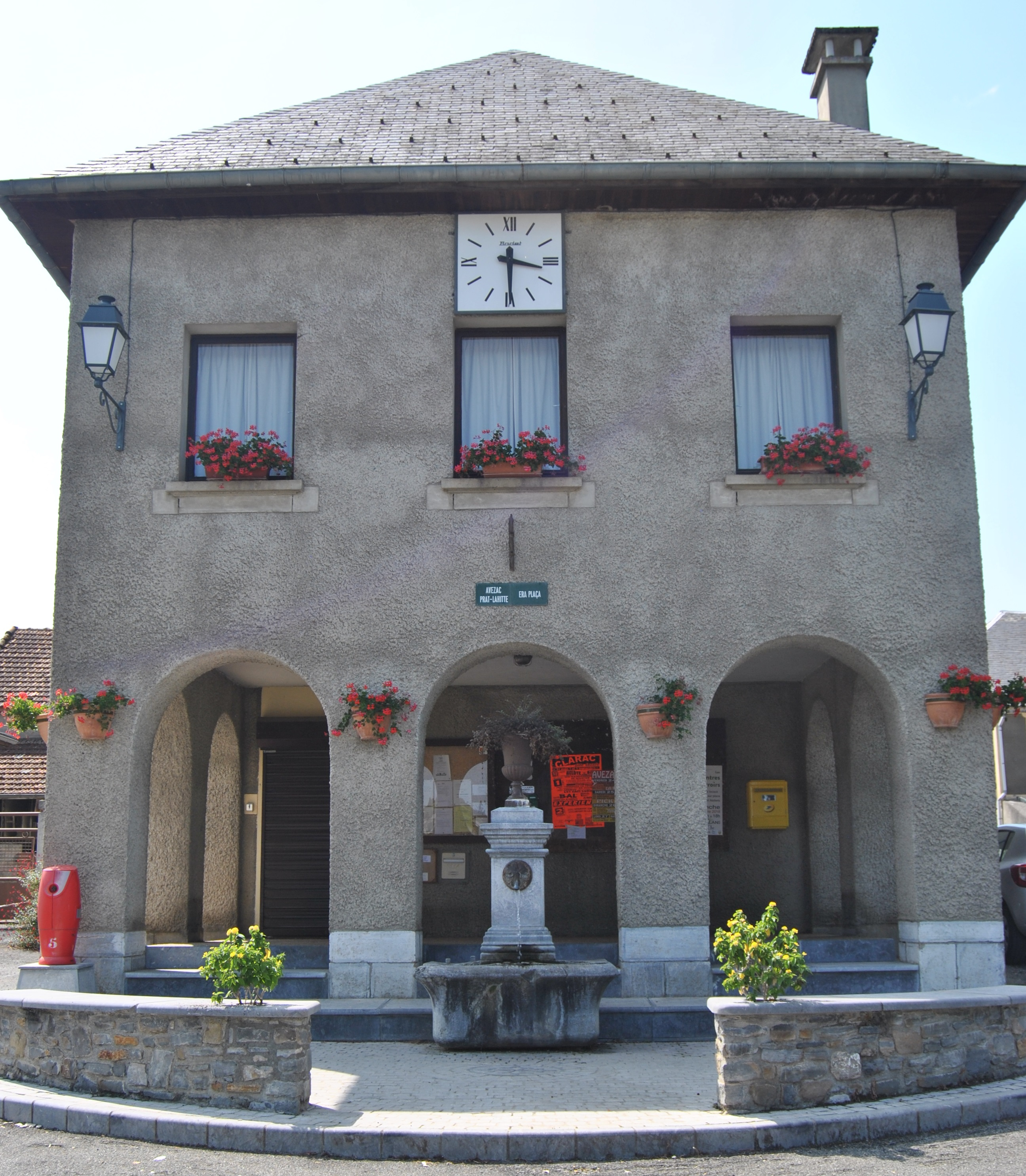
La mairie, en 2018.

Le conseil municipal d'Avezac-Prat-Lahitte, commune de moins de 1 000 habitants, est élu au scrutin majoritaire plurinominal à deux tours avec candidatures isolées ou groupées et possibilité de panachage. Compte tenu de la population communale, le nombre de sièges à pourvoir lors des élections municipales de 2020 est de 15. La totalité des quinze candidats en lice est élue dès le premier tour, le 15 mars 2020, avec un taux de participation de 61,9 %. Albert Bégué est élu nouveau maire de la commune le 23 mai 2020.
Dans les communes de moins de 1 000 habitants, les conseillers communautaires sont désignés parmi les conseillers municipaux élus en suivant l’ordre du tableau (maire, adjoints puis conseillers municipaux) et dans la limite du nombre de sièges attribués à la commune au sein du conseil communautaire. Un siège est attribué à la commune au sein de la communauté de communes du Plateau de Lannemezan. Le maire Albert Bégué représente ainsi la commune au sein du conseil communautaire.

#### Liste des maires
Seuls trois maires se sont succédé à la tête du conseil municipal d'Avezac-Prat-Lahitte depuis 1944, tous accomplissant plusieurs mandats complets et successifs, le dernier, Albert Bégué, entame son sixième mandat en 2020.
| Période | Période                       | Identité            | Étiquette | Qualité  |
| ------- | ----------------------------- | ------------------- | --------- | -------- |
| 1944    | 1959                          | Baptiste Sarrat     |           |          |
| 1959    | 1989                          | Jean-Baptiste Bégué |           |          |
| 1989    | En cours (au 31 juillet 2020) | Albert Bégué        | Sans      | Retraité |

### Autres élections
Au premier tour des élections présidentielles, de 2002, 2007 et 2012, les électeurs avezacais, comme l'ensemble de ceux du département des Hautes-Pyrénées, ont toujours majoritairement porté leur choix vers le (la) candidat(e) présenté(e) par le Parti socialiste. Au rang des exceptions, les élections de 2017 et 2022, où ce sont respectivement Jean-Luc Mélenchon et Marine Le Pen qui arrivent en tête.
Au premier tour des élections législatives de 2002, 2007 et 2012, pour la première circonscription des Hautes-Pyrénées, les électeurs avezacais ont toujours placé en tête le candidat du Parti socialiste. En 2017, dans le contexte de l'élection à la présidence de la République d'Emmanuel Macron, le candidat de la République en Marche est arrivé en tête, immédiatement suivi par le candidat insoumis.
Au premier tour des élections européennes de 2004 et 2009, cantonales de 2008, départementales de 2015, et régionales de 2004, 2010 et 2015, les électeurs ont placé en tête les candidats du Parti socialiste, ou de l'union de la gauche. Seule exception, pour les européennes de 2014 et 2019, où le candidat du Front national est arrivé en tête.
Lors des référendums, les résultats de la commune sont à l'image des résultats nationaux, sauf en 2005, où le non est voté à plus forte majorité dans la commune.

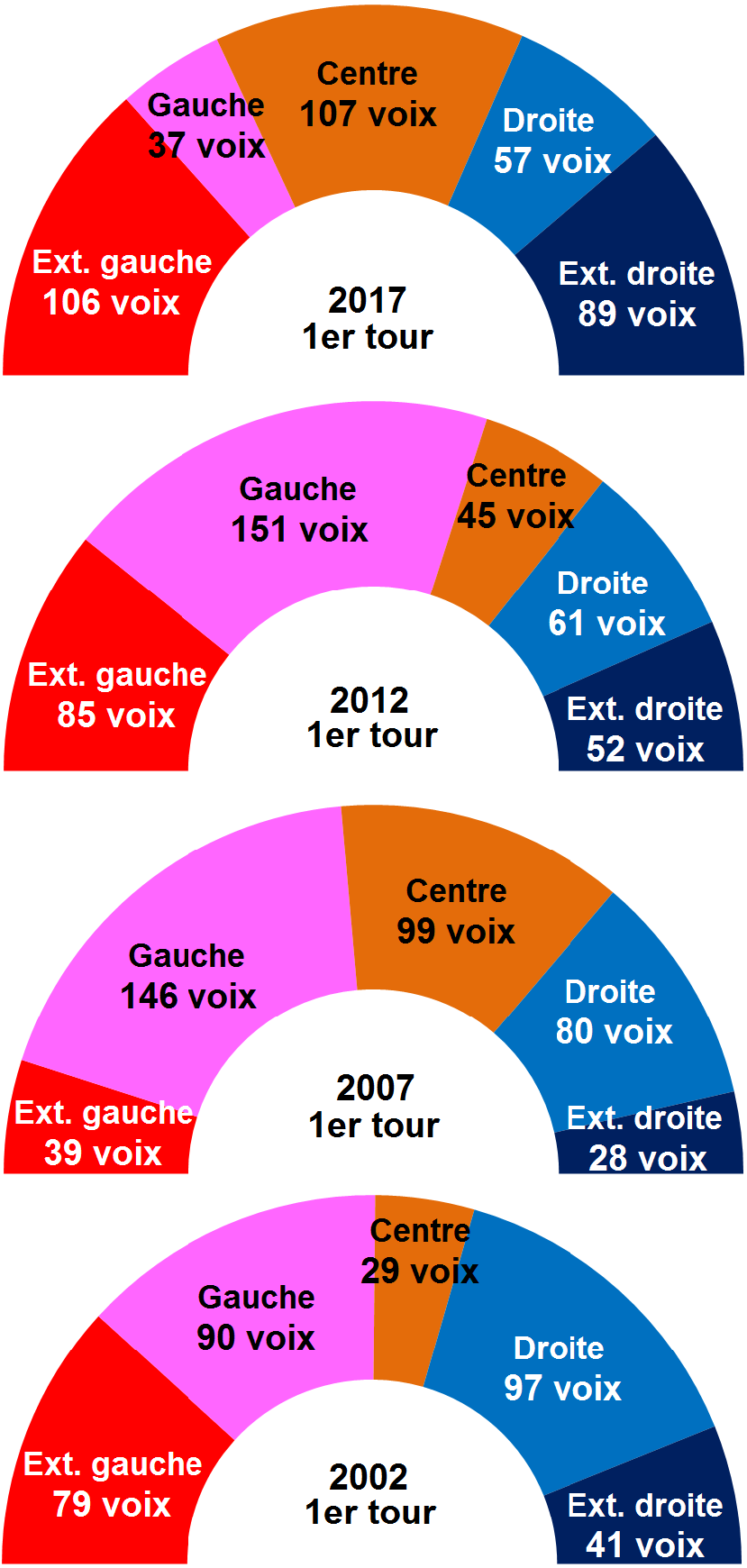
Résultats des premiers tours des élections présidentielles à Avezac-Prat-Lahitte, depuis 2002.

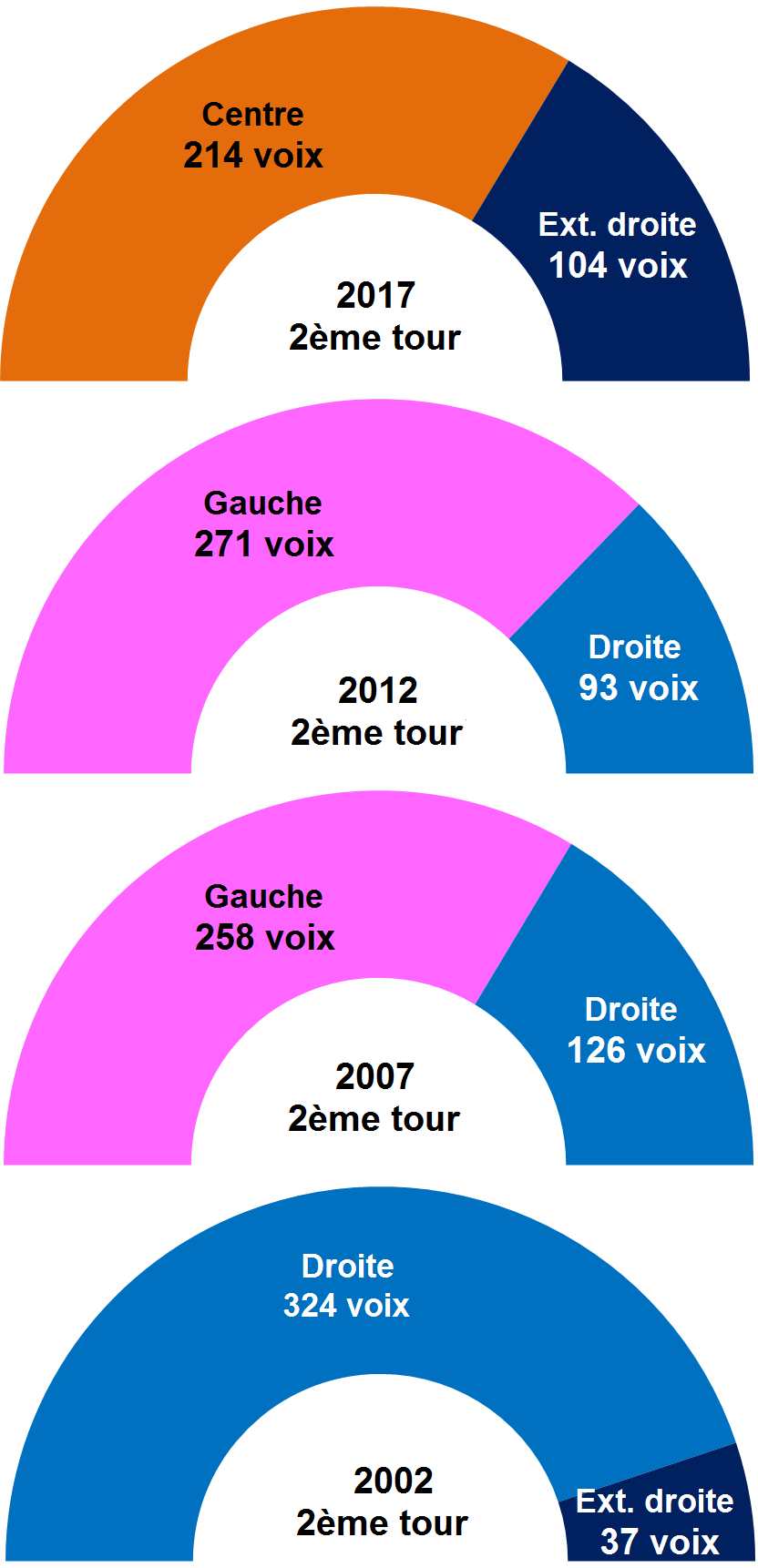
Résultats des seconds tours des élections présidentielles à Avezac-Prat-Lahitte, depuis 2002.

### Finances locales
La commune d’Avezac-Prat-Lahitte faisant partie d'un établissement public de coopération intercommunale à fiscalité propre, la communauté de communes du Plateau de Lannemezan, son budget ne reflète qu'imparfaitement la réalité de la fiscalité locale en raison des transferts de dépenses de fonctionnement et d'investissement vers l'EPCI, d'une part, et de la perception par la communauté de communes du produit de la fiscalité professionnelle (la contribution économique territoriale), d'autre part. Ainsi, diverses ressources fiscales sont prélevées au niveau communautaire, et de nombreuses dépenses sont également effectuées à ce niveau.
En 2019, le budget communal principal s'équilibrait à 613 000 € dont 505 000 € en section de fonctionnement et 108 000 € en investissement. La part d'impôts locaux dans les produits de fonctionnement s'établissait à 50,4 %, contre 48,7 % pour la strate de communes équivalente de 500 à 2 000 habitants, avec des taux d'imposition fixés à 11,44 % pour la taxe d'habitation (16 % pour la strate), (y compris THLV), 8,4 % et 10,7 % pour la taxe foncière sur le bâti et le non-bâti (14 % et 36 % pour la strate), 20,9 % pour la cotisation foncière des entreprises (19 % pour la strate). Par ailleurs l’encours de la dette communale est très faible, puisqu’il s’établit à 51 €/habitant contre 732 €/habitant pour la strate.

### Jumelage
Au 1er janvier 2021, Avezac-Prat-Lahitte n'est jumelée avec aucune commune.

## Équipements et services publics

### Eau et assainissement
Concernant l'approvisionnement en eau potable, la commune dispose d'une source, appelée « Source de Saint-Martin », qui sert pour tous les habitants,. Deux châteaux d'eau permettent de distribuer cette eau avec une pression convenable : l'un à Avezac-Village, dit du Pourricaou, et l'autre à Avezac-Gare, lequel est équipé de la sirène d'alerte aux populations.
L'assainissement des eaux usées d'Avezac-Prat-Lahitte est assuré, de manière collective, par deux stations d'épuration à lagunage, l'une à Avezac-Gare, d'une capacité de 200 EH (équivalent-habitant), avec rejet des eaux épurées dans la Baïse Darré, l'autre à Avezac-Village, d'une capacité de 500 EH, avec rejet des eaux épurées dans l'Avezaguet.

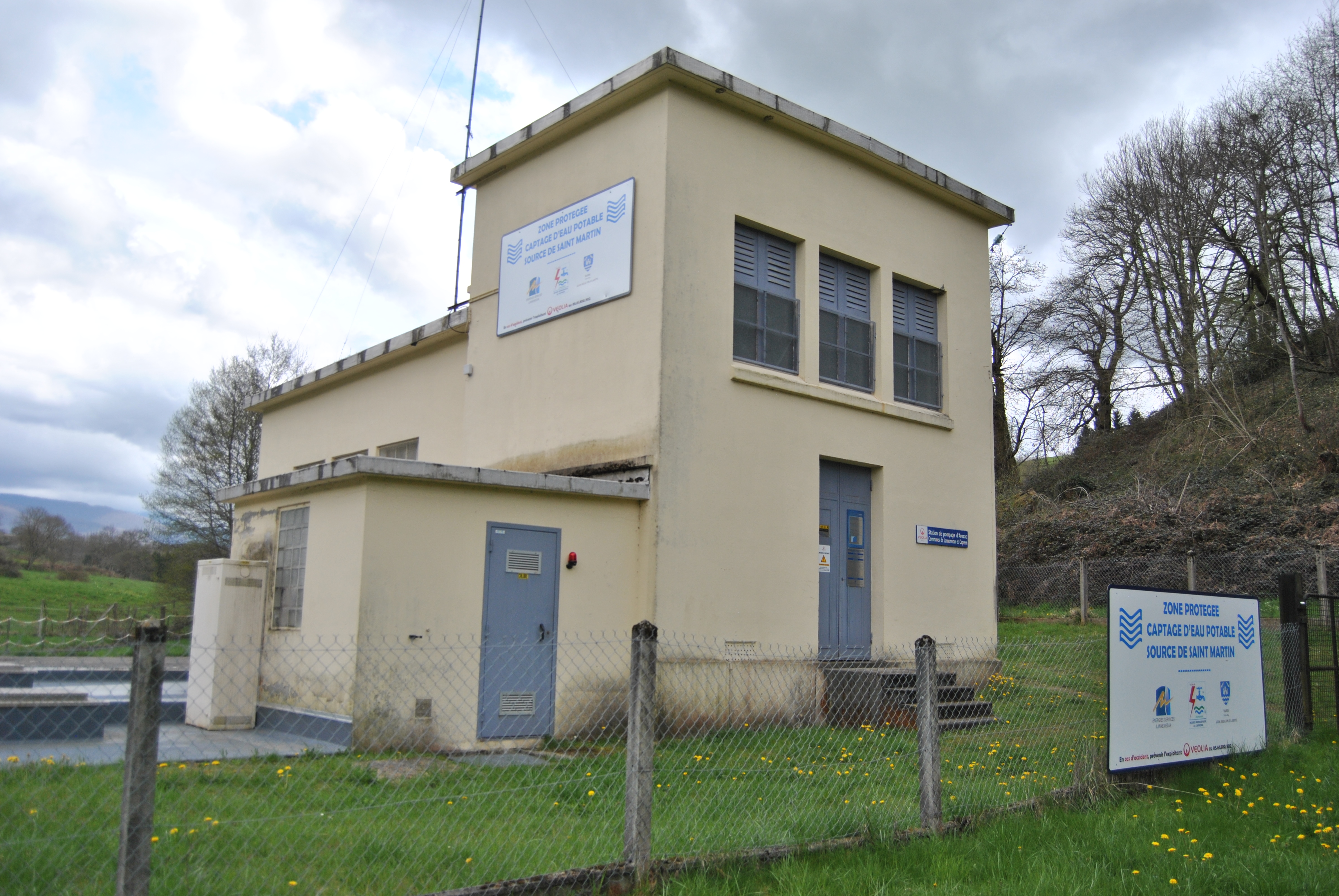
Point de captage d'eau potable de la source Saint-Martin, au niveau de l'Avezaguet, en 2018.
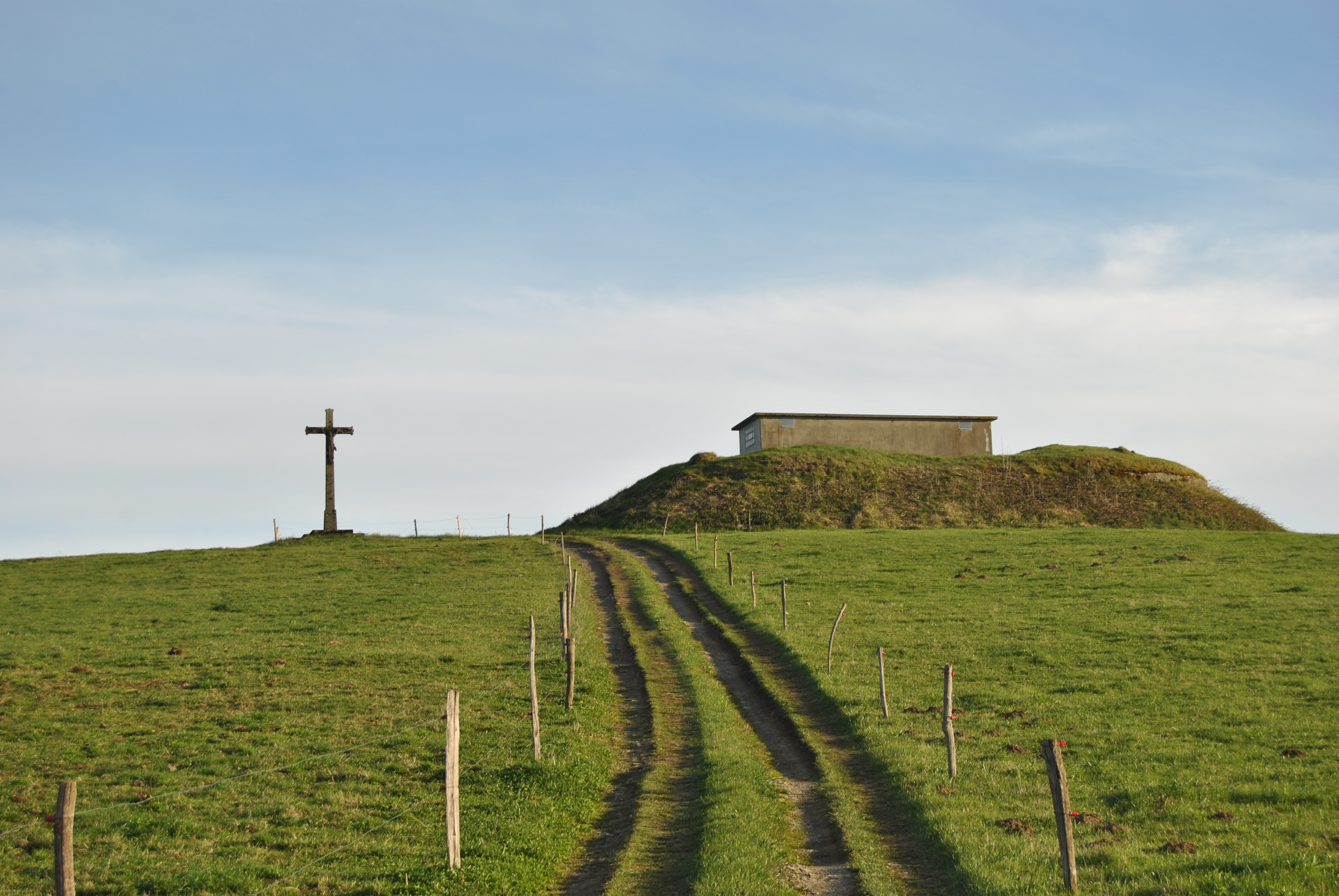
Château d'eau du Pourricaou, en 2017.
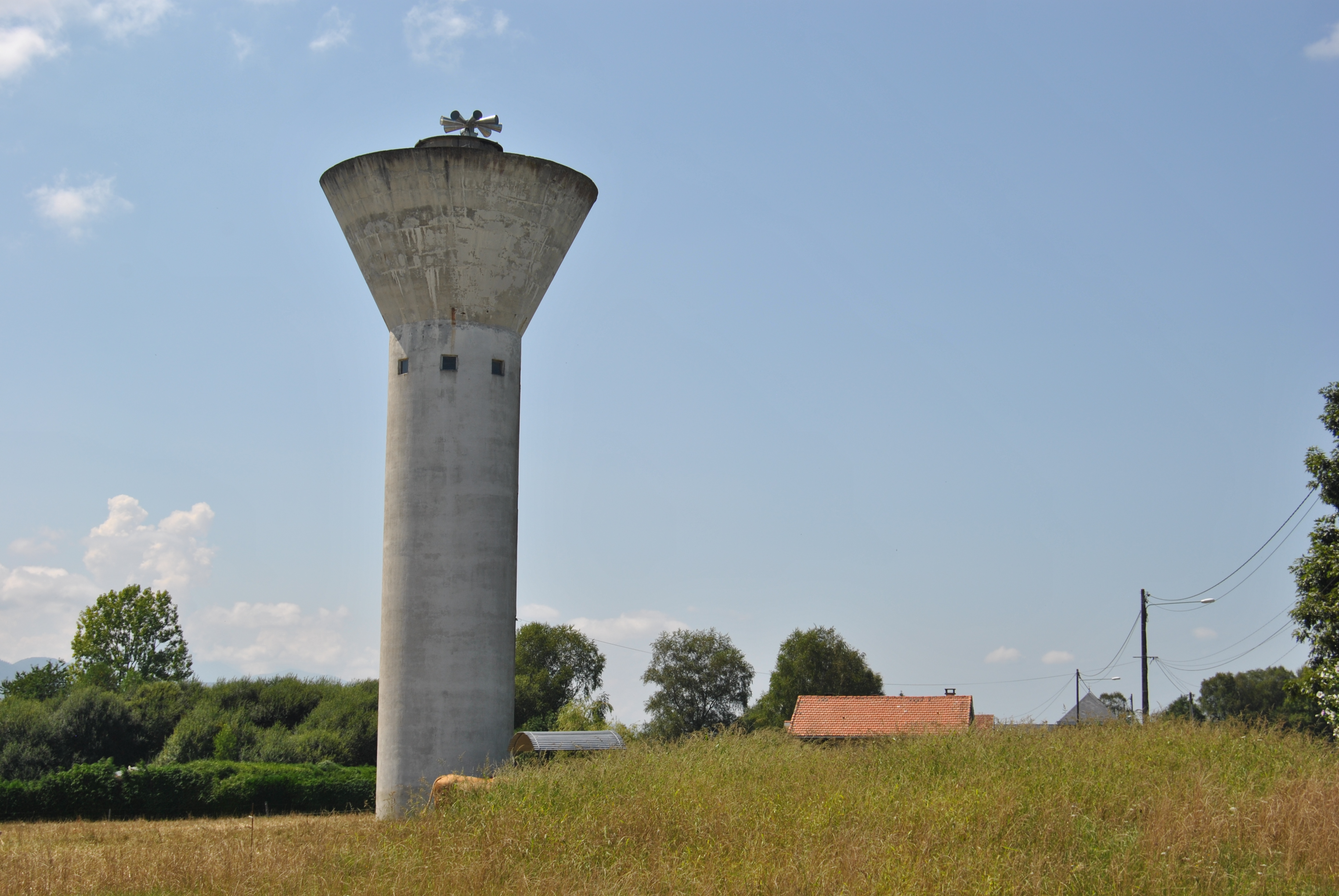
Château d'eau à Avezac-Gare, équipé de la sirène d'alerte aux populations, en 2018.
Schéma simplifié de la station d'épuration d'Avezac-Village, vue du dessus.

### Collecte et traitement des déchets
La gestion des déchets est déléguée au syndicat mixte de collecte et de traitement des ordures ménagères (SMECTOM), créé en 1978. Les déchets ménagers, recyclables ou non, sont collectés en porte-à-porte de manière hebdomadaire, et des conteneurs pour la collecte du verre sont répartis sur le territoire communal. Une déchèterie, sur le territoire de la commune de Capvern, est accessible aux habitants d'Avezac-Prat-Lahitte comme des autres localités de la communauté de communes.

### Équipements culturels et sportifs
La commune s'est dotée, début 2018, d'une boîte à livres.
Un terrain est aménagé à Avezac-Gare, quartier l'Estaque, pour la pratique du jeu de boules, et la commune dispose d'un stade de football, le stade André-Sarrat.
Une aire de jeux, installée en 2017, se trouve dans le parc de l'église d'Avezac. Une autre est installée près de l'église de Prat, depuis 2019.
Plusieurs chemins de randonnée pédestre passent par le territoire communal. Parmi eux, le GR 78, à l'est par la D 14, le GRP « Tour des Baronnies », qui suit la D 17 au sud de la commune, ou encore, le « Tour de Labastide », qui passe au sud, par la D 77,. Des randonnées à VTT sont aussi signalées, notamment le « Tour d'Avezac », qui constitue une boucle dans la commune, le circuit « Baronnies par le Col de Coupe » qui passe à l'est, par la D 17, ou encore, les « Baronnies par le Couret d'Asque » à l'ouest, par la D 14.

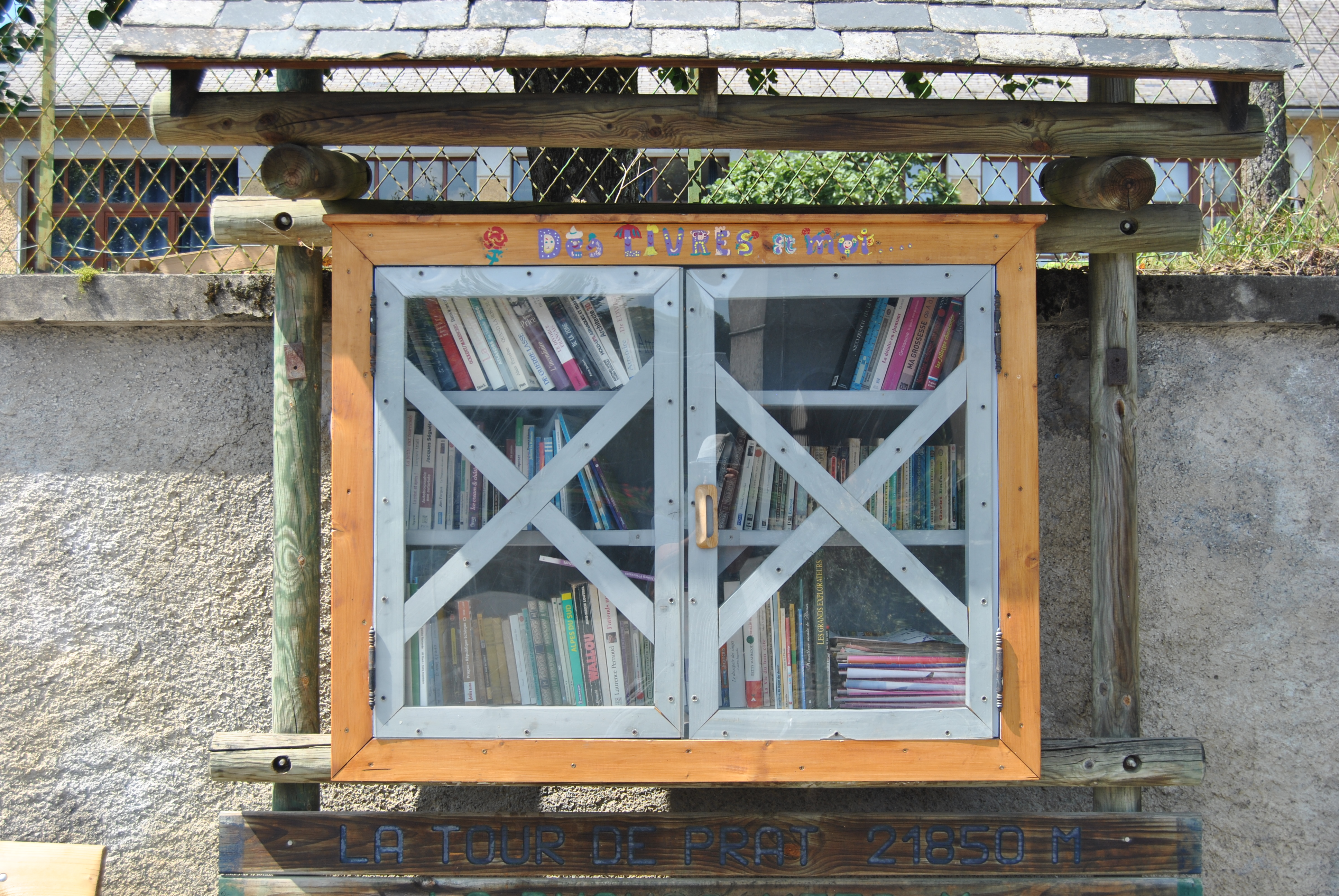
La boîte à livres, installée depuis 2018 dans la commune.
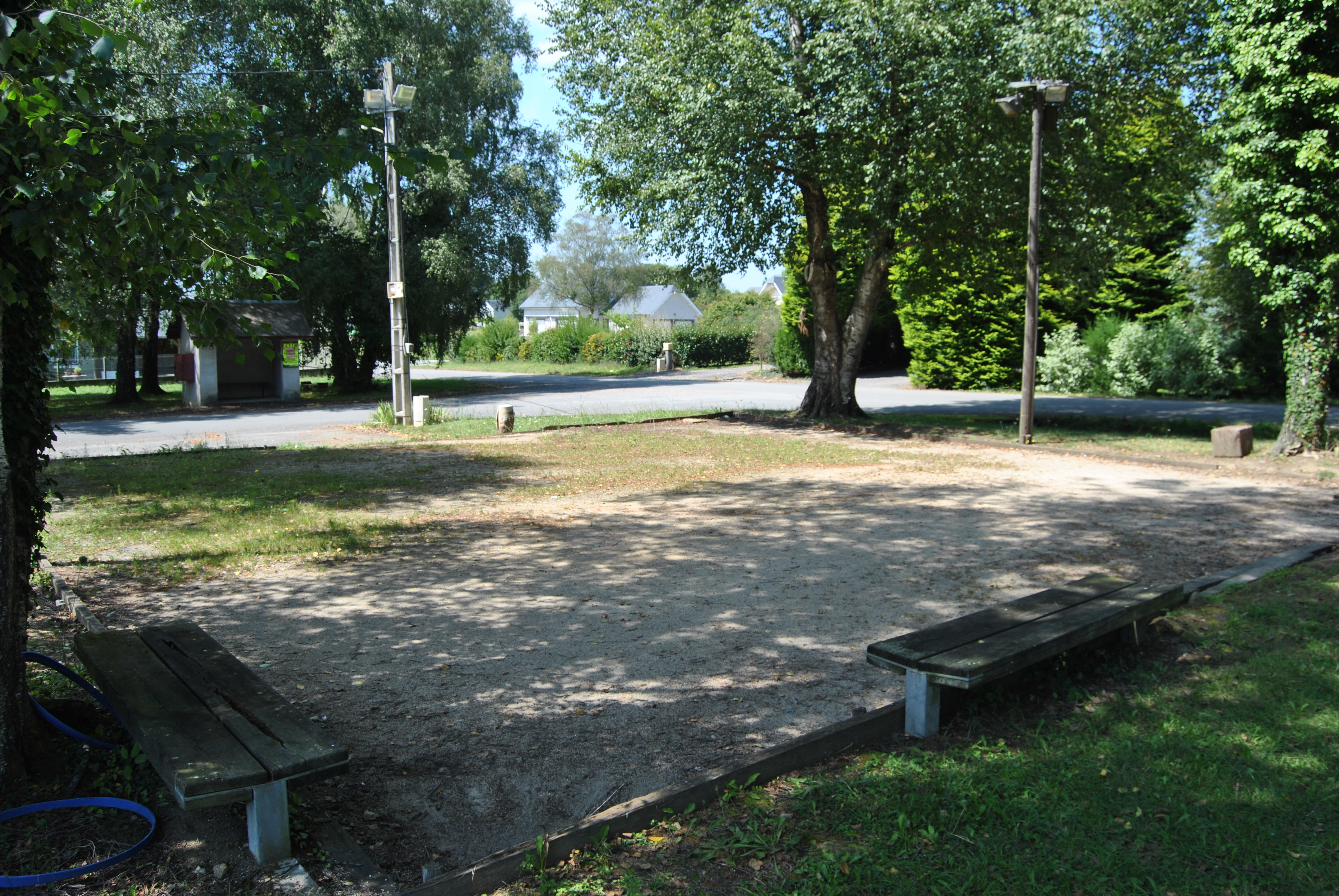
Terrain aménagé pour la pratique du jeu de boules, en 2018.
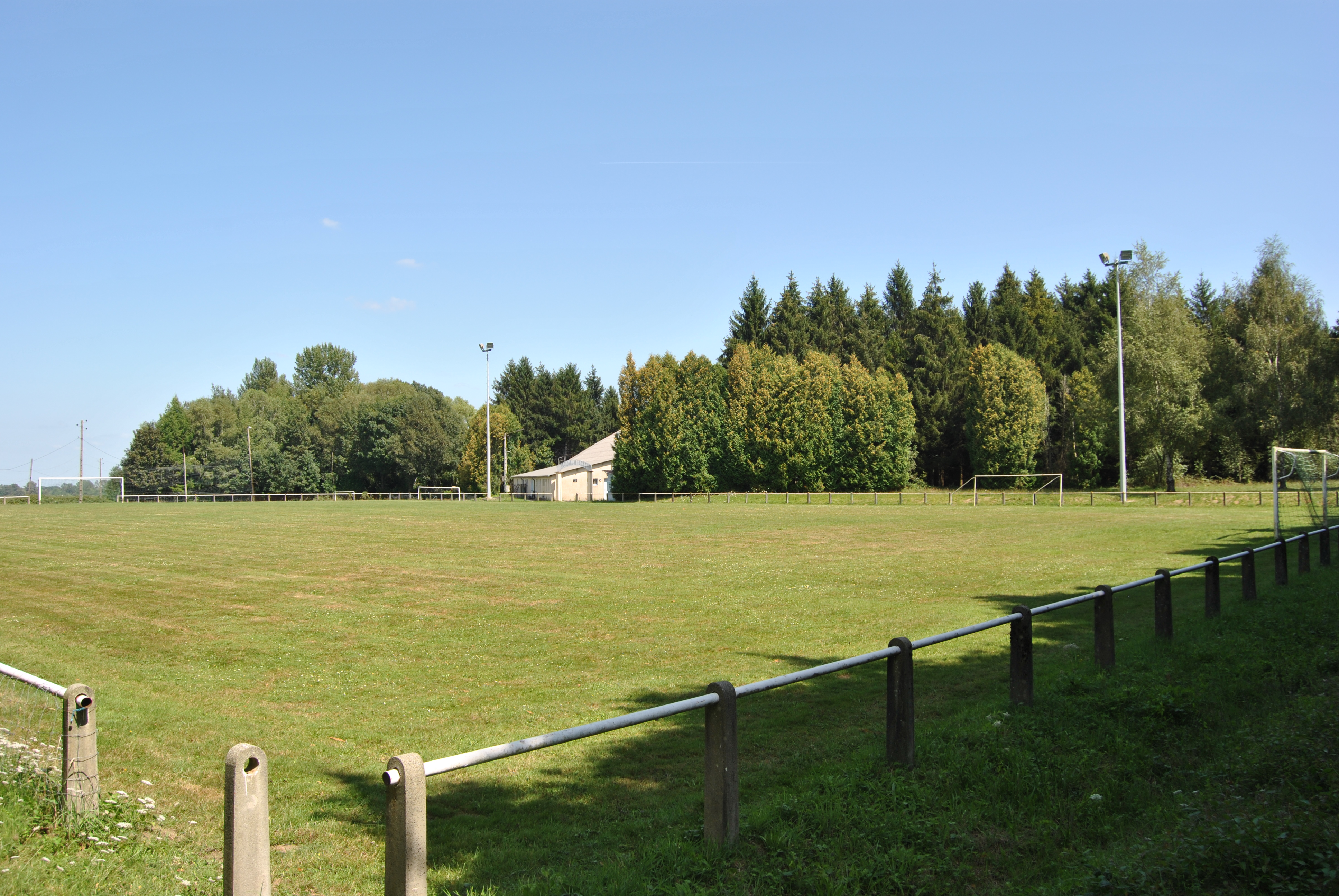
Stade Honoré Borel.
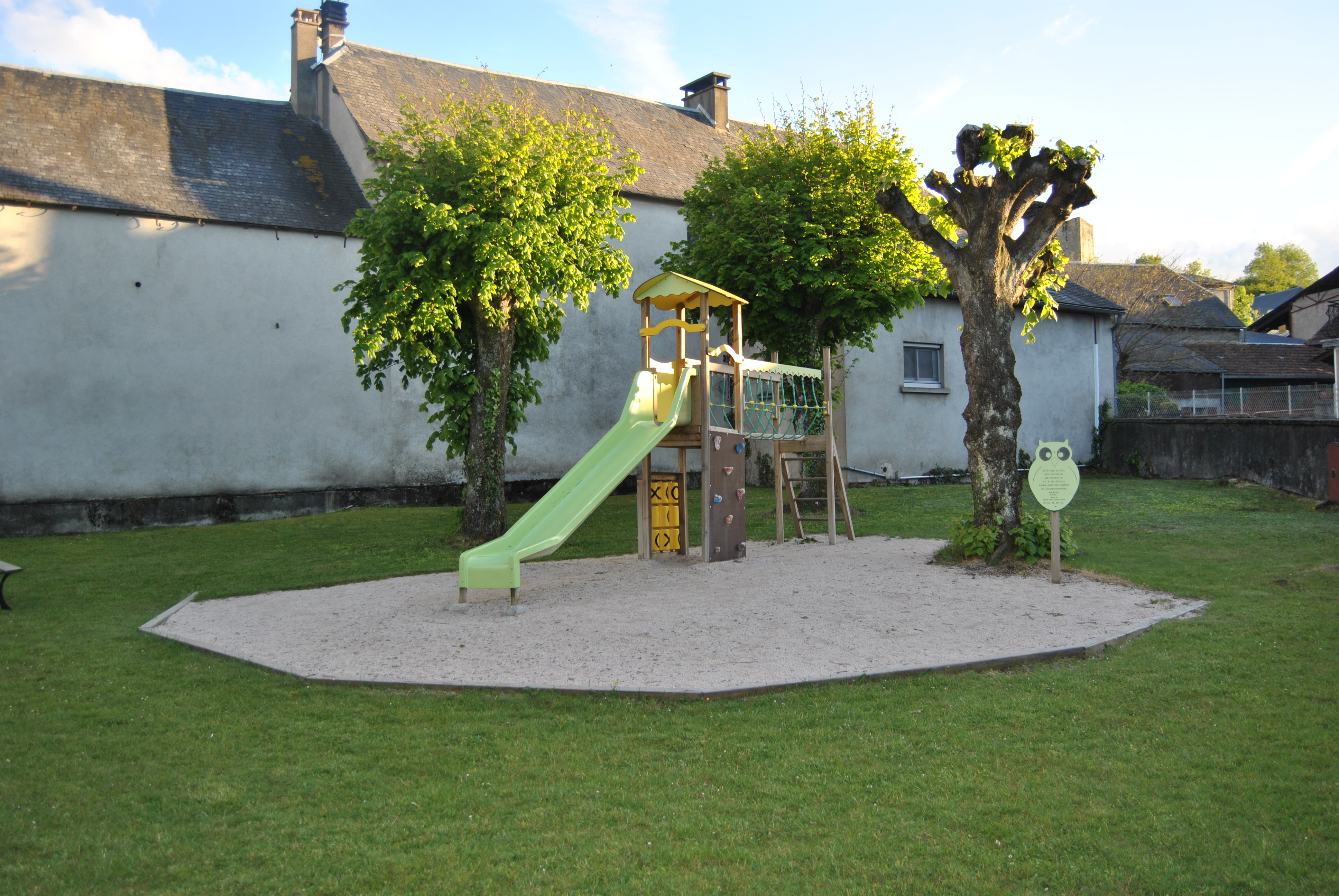
Aire de jeux, dans le parc de l'église d'Avezac, en 2017.
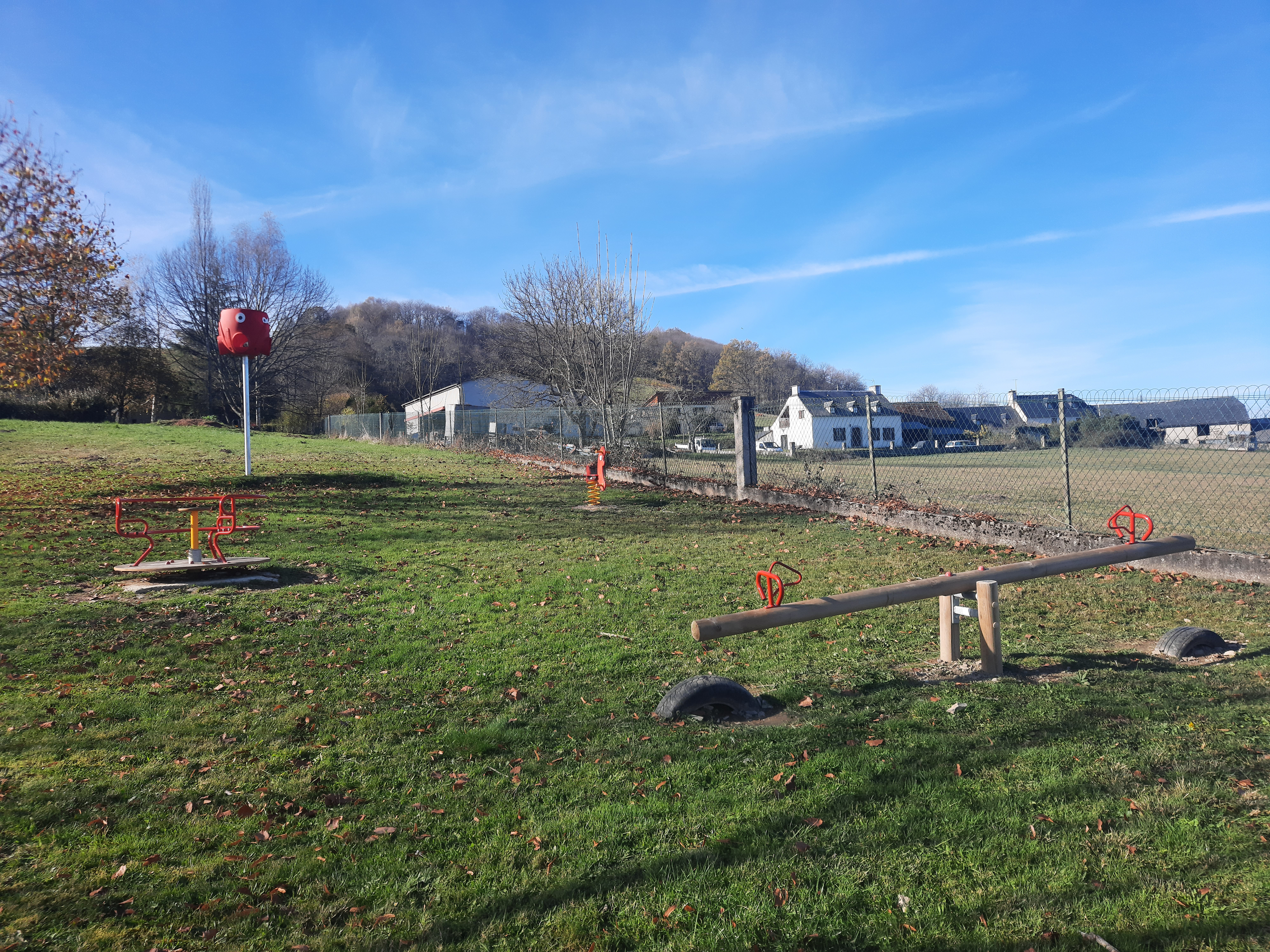
Aire de jeux, près de l'église de Prat, en 2020.

### Enseignement

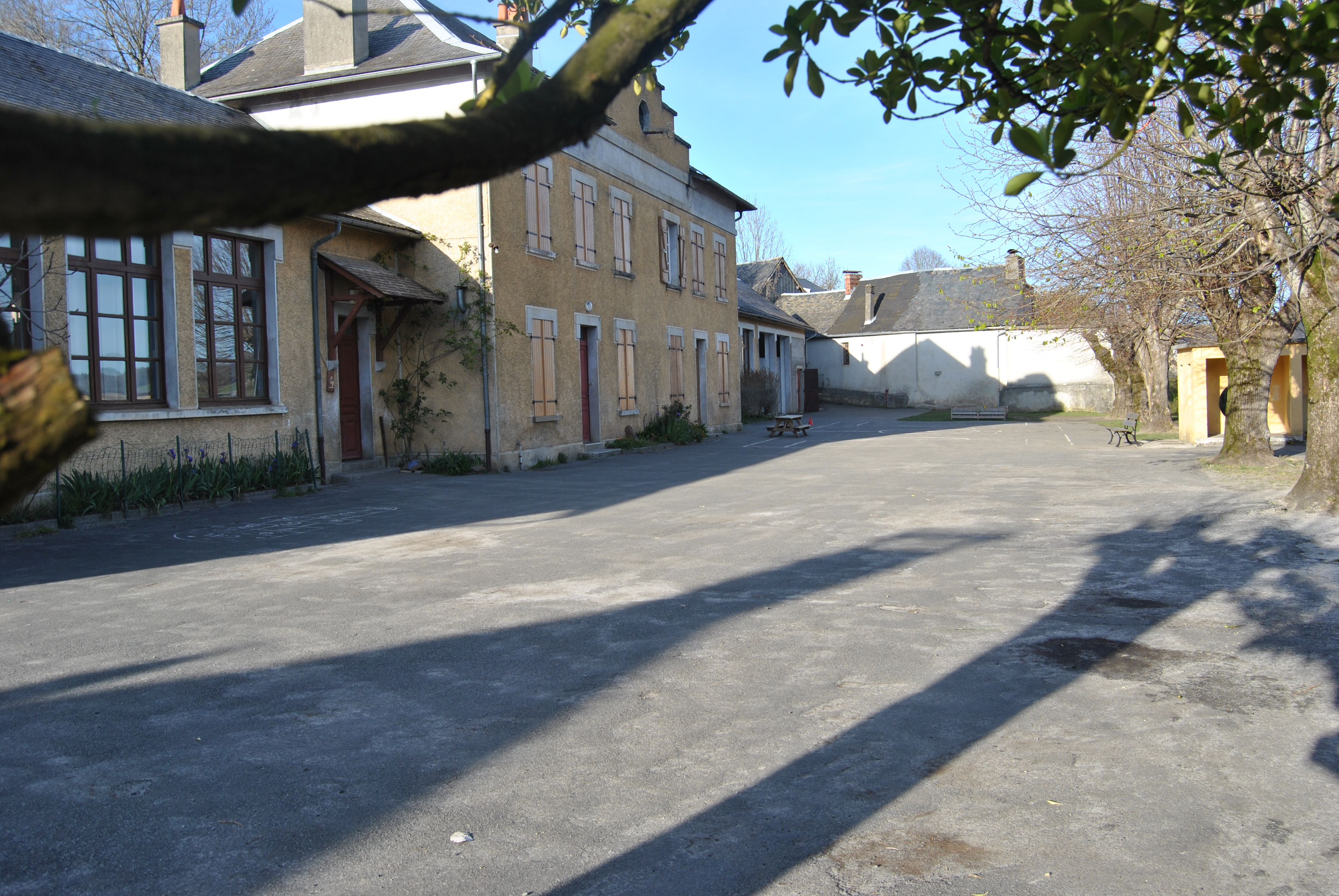
La cour de l'école, en 2017.

Avezac-Prat-Lahitte dispose d'une école primaire publique. Elle accueille 36 enfants en septembre 2021, de la petite section au CM2.
Pour l'enseignement secondaire, les établissements les plus proches sont à Lannemezan, respectivement le collège Gaston-Fébus et le lycée polyvalent Jules-Michelet pour l'enseignement général et technologique.
La commune dépend de l'académie de Toulouse.

### Santé

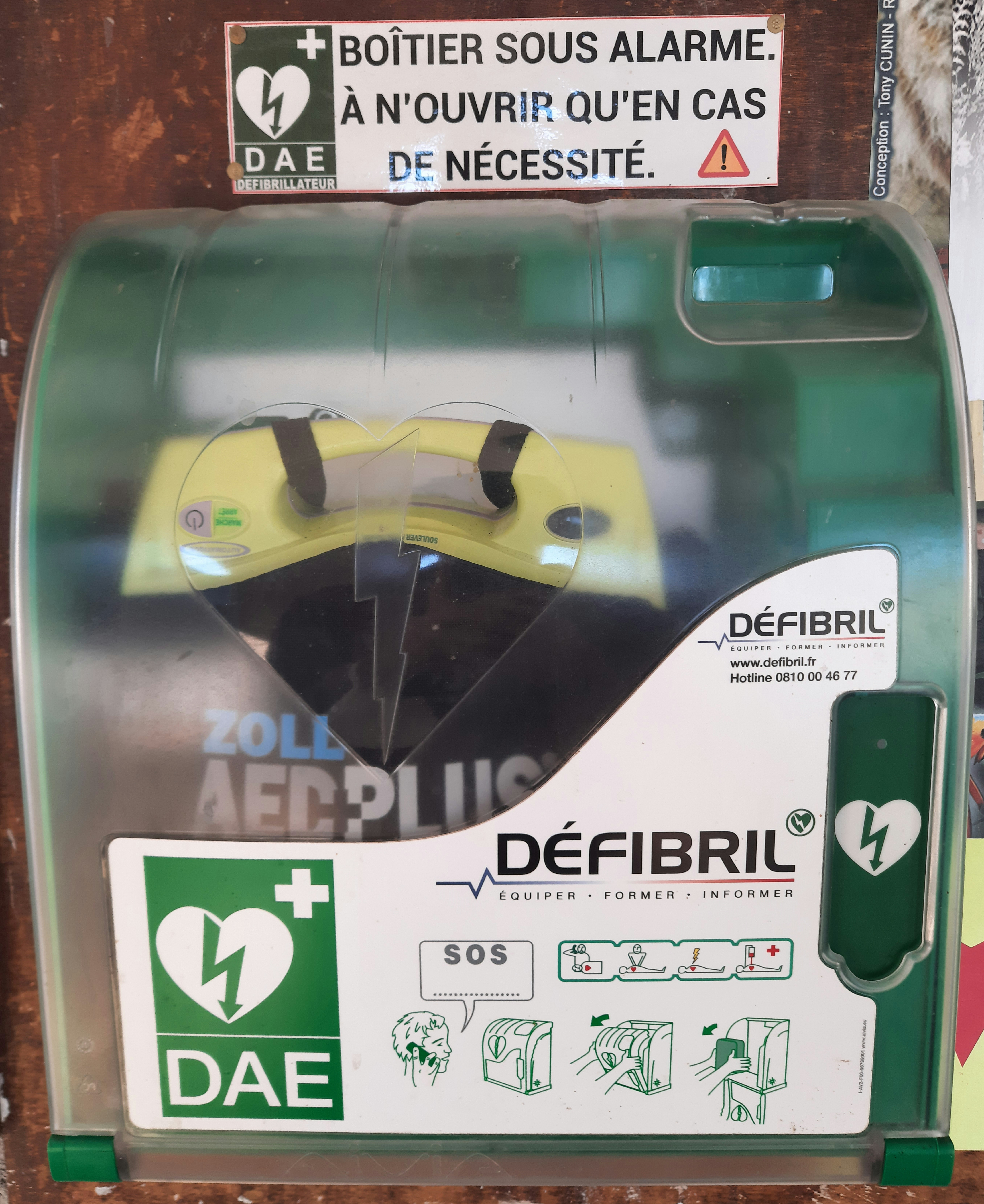
Défibrillateur, sous le porche de la mairie, en 2020.

Il n'y a pas de professionnel de santé ni d'établissement de santé à Avezac-Prat-Lahitte, mais un défibrillateur automatisé externe (DAE) est installé, en libre accès, sous le porche de la mairie, depuis l'été 2018,. Depuis décembre 2023, trois autres DAE sont installés : à la salle polyvalente d'Avezac-Gare et aux salles des fêtes de Prat et Lahitte. Le centre de secours desservant est celui de Capvern. Les cabinets médicaux, cabinets dentaires et les pharmacies de proximité sont situés à La Barthe-de-Neste, Capvern et Lannemezan.
Les hôpitaux et cliniques médico-chirurgicales de proximité sont à Lannemezan et Tarbes.

### Télécommunications

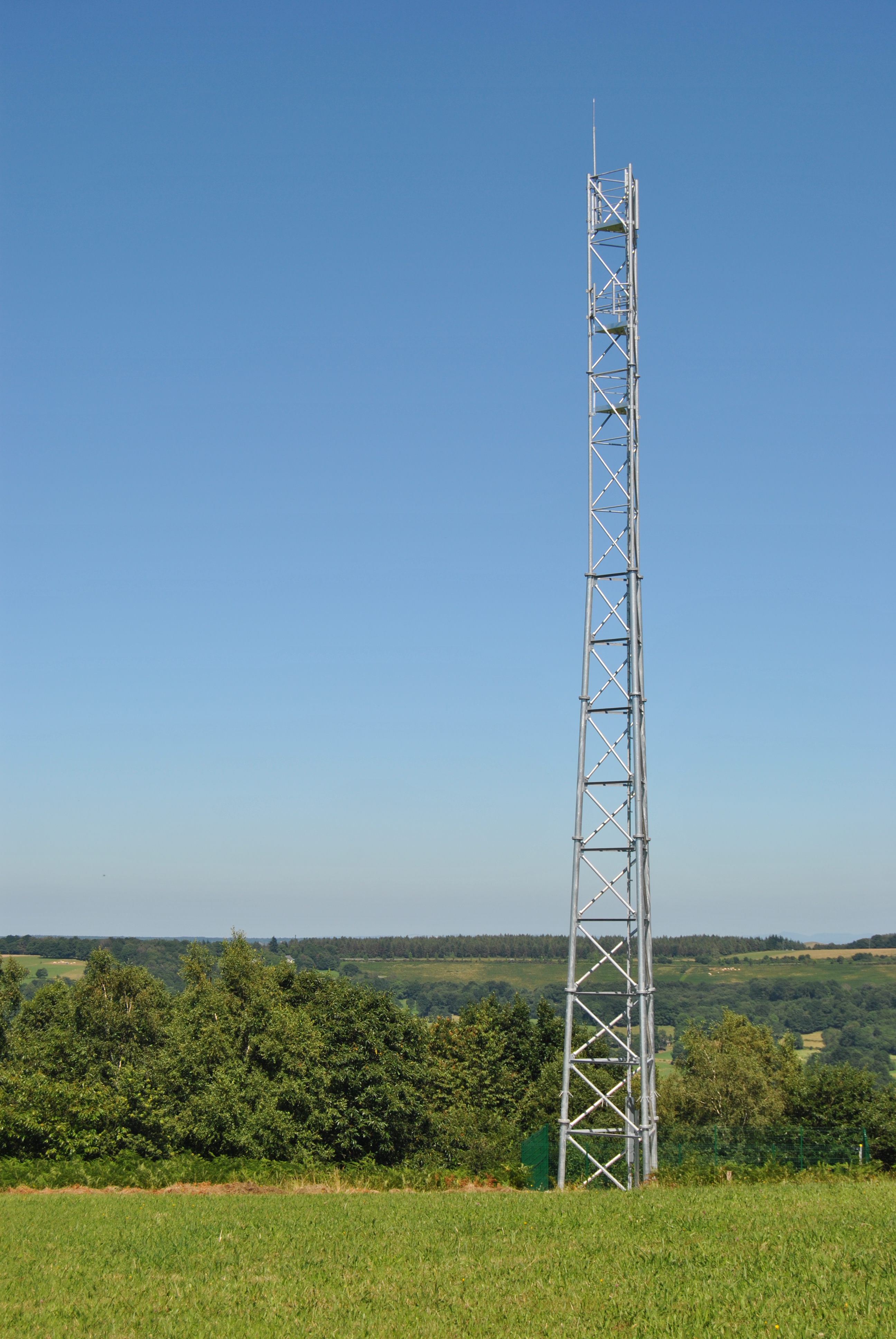
Antenne-relais en haut de la tour de Prat, en 2018.

En 2017, un accord passé entre Orange, et le département des Hautes-Pyrénées prévoit pour toutes les communes du département un accès à Internet à très haut débit (THD) d'ici fin 2024. Ainsi, le calendrier des raccordements prévoit l'équipement d'Avezac-Prat-Lahitte en 2021.
Au début d'année 2018, la commune était toujours en zone blanche. En avril 2019, une antenne-relais de téléphonie mobile est inaugurée. Installée en haut de la tour de Prat, elle permet aux communes avoisinantes, et donc celle d'Avezac-Prat-Lahitte, d'être reliées au réseau de téléphonie mobile d'Orange.

## Population et société

### Démographie
Les habitants d'Avezac-Prat-Lahitte sont appelés les Avezacais.

#### Évolution démographique
L'évolution du nombre d'habitants est connue à travers les recensements de la population effectués dans la commune depuis 1793. Pour les communes de moins de 10 000 habitants, une enquête de recensement portant sur toute la population est réalisée tous les cinq ans, les populations de référence des années intermédiaires étant quant à elles estimées par interpolation ou extrapolation. Pour la commune, le premier recensement exhaustif entrant dans le cadre du nouveau dispositif a été réalisé en 2006.

En 2022, la commune comptait 582 habitants, en évolution de −3,8 % par rapport à 2016 (Hautes-Pyrénées : +1,59 %, France hors Mayotte : +2,11 %).
| 1793 | 1800 | 1806 | 1821 | 1831 | 1836 | 1841  | 1846  | 1851  |
| ---- | ---- | ---- | ---- | ---- | ---- | ----- | ----- | ----- |
| 620  | 640  | 561  | 755  | 910  | 975  | 1 000 | 1 047 | 1 049 |

| 1856 | 1861 | 1866 | 1872 | 1876 | 1881  | 1886  | 1891 | 1896 |
| ---- | ---- | ---- | ---- | ---- | ----- | ----- | ---- | ---- |
| 960  | 963  | 970  | 987  | 955  | 1 039 | 1 048 | 850  | 881  |

| 1901 | 1906 | 1911 | 1921 | 1926 | 1931 | 1936 | 1946 | 1954 |
| ---- | ---- | ---- | ---- | ---- | ---- | ---- | ---- | ---- |
| 888  | 790  | 714  | 645  | 611  | 590  | 530  | 499  | 482  |

| 1962 | 1968 | 1975 | 1982 | 1990 | 1999 | 2006 | 2011 | 2016 |
| ---- | ---- | ---- | ---- | ---- | ---- | ---- | ---- | ---- |
| 491  | 493  | 622  | 600  | 596  | 514  | 548  | 565  | 605  |

| 2021 | 2022 | - | - | - | - | - | - | - |
| ---- | ---- | - | - | - | - | - | - | - |
| 591  | 582  | - | - | - | - | - | - | - |

#### Pyramide des âges
En 2018, le taux de personnes d'un âge inférieur à 30 ans s'élève à 26,9 %, soit en dessous de la moyenne départementale (29,0 %). De même, le taux de personnes d'âge supérieur à 60 ans est de 32,5 % la même année, alors qu'il est de 34,2 % au niveau départemental.
En 2018, la commune comptait 302 hommes pour 304 femmes, soit un taux de 50,17 % de femmes, légèrement inférieur au taux départemental (51,91 %).
Les pyramides des âges de la commune et du département s'établissent comme suit.
| Hommes | Classe d’âge | Femmes |
| ------ | ------------ | ------ |
| 0,0    | 90 ou +      | 1,7    |
| 7,0    | 75-89 ans    | 12,0   |
| 23,1   | 60-74 ans    | 21,3   |
| 23,6   | 45-59 ans    | 25,1   |
| 17,1   | 30-44 ans    | 15,4   |
| 13,5   | 15-29 ans    | 8,5    |
| 15,7   | 0-14 ans     | 16,0   |

| Hommes | Classe d’âge | Femmes |
| ------ | ------------ | ------ |
| 1,1    | 90 ou +      | 3      |
| 9,8    | 75-89 ans    | 13,1   |
| 21     | 60-74 ans    | 21,5   |
| 20,7   | 45-59 ans    | 20,6   |
| 16     | 30-44 ans    | 15,4   |
| 16,1   | 15-29 ans    | 13,1   |
| 15,2   | 0-14 ans     | 13,3   |

### Vie culturelle

#### Festival«Rencon'Trad»
Parmi les évènements qui rythment la vie de la commune, il est possible de mentionner le festival « Rencon'Trad », qui est organisé chaque année depuis 1999 (excepté en 2020 en raison de la pandémie de Covid-19) par une trentaine de bénévoles. Durant trois jours, le dernier week-end du mois de juillet, il s'attache à mettre à l'honneur la culture occitane, bigourdane et gasconne, au travers de bals et de danses traditionnelles. Des concerts sont proposés et des sessions de cantèras spontanées ont lieu. Les participants ont aussi la possibilité de se restaurer avec des spécialités occitanes. Le festival attire chaque année quelque 4 000 personnes,,.

#### Fêtes patronales
Il est aussi à signaler les fêtes patronales, qui se déroulent tous les ans dans chaque village, au cours desquelles sont proposés bals, repas et autres animations, telles que des aubades :
- les fêtes de la Saint-Barthélémy à Avezac, ont lieu, cinq jours durant, le dernier week-end du mois d'août[158],[C 6] ;
- les fêtes de la Saint-Barthélémy à Prat, ont lieu, deux jours durant, le week-end précédent les fêtes d'Avezac[C 7] ;
- les fêtes de la Saint-Michel à Lahitte, ont lieu, deux jours durant, le dernier week-end du mois de septembre[C 8].

#### Procession de la Saint-Martin
La légende veut qu'autrefois, le village manquait d'eau. Pour remédier à ce problème, les habitants eurent l'idée d'une procession, pour demander à Dieu l'eau qui manquait. À peine eurent-ils fini la première prière, que l'eau se mit à jaillir. Depuis lors, la source n'a jamais tari, et elle est nommée ainsi, car la procession a eu lieu un jour de Saint-Martin.

### Vie associative
Vingt-quatre associations ont leur siège à Avezac-Prat-Lahitte. Quatorze d'entre elles interviennent dans le domaine de la culture et des loisirs, par l'organisation de manifestations culturelles, la mise en place d'ateliers de loisirs pour les habitants, etc. Quatre autres œuvrent dans le domaine social (aide aux personnes en difficulté, association de parents d'élèves). Trois se consacrent à la défense du patrimoine et de l'écologie. Trois, enfin, sont des associations sportives,.

### Médias
L'actualité d'Avezac-Prat-Lahitte est couverte par deux journaux : La Dépêche du Midi et La Nouvelle République des Pyrénées, grands quotidiens régionaux, au moyen des correspondants locaux du bureau de Lannemezan.
La municipalité édite, chaque début d'année, un journal municipal intitulé Contact, distribué gratuitement dans tous les foyers, qui est une rétrospective de l'année passée.
Parmi les chaînes de télévision de télévision numérique terrestre (TNT) accessibles à tous les habitants de la commune, France 3 Midi-Pyrénées relaie, entre autres, les informations locales.

### Cultes
Le territoire de la commune dépend de la paroisse de Lannemezan au sein du diocèse de Tarbes et Lourdes, lui-même partie de l'archidiocèse de Toulouse. La commune dispose de trois lieux de culte catholique.
Concernant d'autres religions, les lieux de cultes les plus proches sont la synagogue, la mosquée et les églises protestantes de Tarbes.

## Économie
Avezac-Prat-Lahitte est classée en zone de revitalisation rurale par arrêté du 16 mars 2017.

### Revenus de la population et fiscalité
En 2019, la commune comptait 256 ménages, 554 personnes dans les ménages fiscaux, et un revenu fiscal médian déclaré par unité de consommation de 22 070 €, ce qui plaçait Avezac-Prat-Lahitte au 18 991e rang parmi les 31 330 communes de plus de 49 ménages en métropole.
Cette valeur de 22 070 euros de revenu fiscal médian disponible était supérieure à la médiane départementale qui s'établissait, pour la même année, à 20 720 euros.

### Emploi
En 2018, la population âgée de 15 à 64 ans s'élevait à 351 personnes, parmi lesquelles on comptait 78,6 % d'actifs dont 70,6 % ayant un emploi et 8 % de chômeurs. Depuis 2009, le taux de chômage communal est inférieur à celui de la France. Cependant en 2018, il n'est qu'à 0,5 % du taux national (10,1 % pour la commune, contre 10,6 % pour la France).
On comptait 71 emplois dans la commune, contre 88 en 2013. Le nombre d'actifs ayant un emploi résidant dans la commune étant de 252, l'indicateur de concentration d'emploi est de 28,2 %, ce qui signifie que la commune offre moins d'un emploi pour deux habitants actifs.
Seulement 21,4 % des habitants travaillaient dans la commune. Pour se rendre au travail, en l'absence de transports en commun, 96,8 % des habitants utilisent un véhicule personnel ou de fonction à quatre roues ; 1,6 % s'y rendent en deux-roues, à vélo ou à pied. Enfin 1,6 % n'a pas besoin de transport (travail au domicile).

### Entreprises et commerces
Au 31 décembre 2019, Avezac-Prat-Lahitte comptait 35 établissements : 13 dans la construction, 9 dans des activités de services, 5 dans l'industrie, 3 dans le secteur administratif, 2 dans le commerce-transports-services divers et 3 dans l'enseignement, l'information et la communication.
En 2020, quatre entreprises ont été créées dans la commune dont deux entreprises individuelles.

## Culture locale et patrimoine

### Lieux et monuments
- Architecture civile

'"`UNIQ--templatestyles-0000000F-QINU`"'  - 1Tour d'Avezac
  - 2Salle des fêtes d'Avezac-Gare
  - 3Salle des fêtes d'Avezac-Village
  - 4Salle des fêtes de Prat
  - 5Salle des fêtes de Lahitte
  - 6Tumulus de l'Estaque
  - 7Monument François Ader
  - 8Lavoir Place Era Plaça
- Architecture religieuse

'"`UNIQ--templatestyles-0000000F-QINU`"'  - 1Église Saint-Barthélémy d'Avezac et cimetière
  - 2Cimetière du Canteth
  - 3Église Saint-Barthélémy de Prat et cimetière
  - 4Église Saint-Michel de Lahitte
  - 5Cimetière de Lahitte
  - 6Chapelle d'Avezac

#### Monuments religieux
Chaque village dispose d'une église :
- l'église Saint-Barthélemy à Avezac[167], d'architecture romane, probablement construite au XVe siècle[Loo 6]. Elle renferme onze objets inscrits à l'inventaire des monuments historiques et un objet classé en 1908 : le retable du XVIIe siècle où l'on retrouve plusieurs statues de saints, notamment Saint-Barthélemy[MH 2], mais aussi trois tableaux, datés des XVIIIe et XIXe siècles, plusieurs statues et sculptures, le confessionnal du XVIIIe siècle, une croix de procession et un encensoir[MH 3]. Le toit de l'église a été entièrement rénové en 2018[168] ;
- l'église Saint-Barthélemy à Prat[169], de style ogival, semble avoir été construite au XVIe siècle[Loo 6] ;
- l'église Saint-Michel à Lahitte[170], qui contient un tableau inscrit dans la base Palissy[MH 4].

Outre ces trois églises, plusieurs monuments sont situés sur le territoire de la commune, notamment une chapelle inutilisée pour le culte à Avezac-Village, des oratoires à Avezac-Village et Lahitte ; ou encore, des croix monumentales ou calvaires notamment à Avezac-Village ou Prat ; enfin des statues représentant le Christ ou Marie.
La commune dispose de quatre cimetières : deux pour Avezac, un pour Prat et un pour Lahitte. En 2019, la commune s'est dotée de trois columbariums, qui ont été mis en place dans les cimetières de chaque village (huit cases à Avezac, six à Prat et quatre à Lahitte).

Monuments religieux de la commune (sélection)
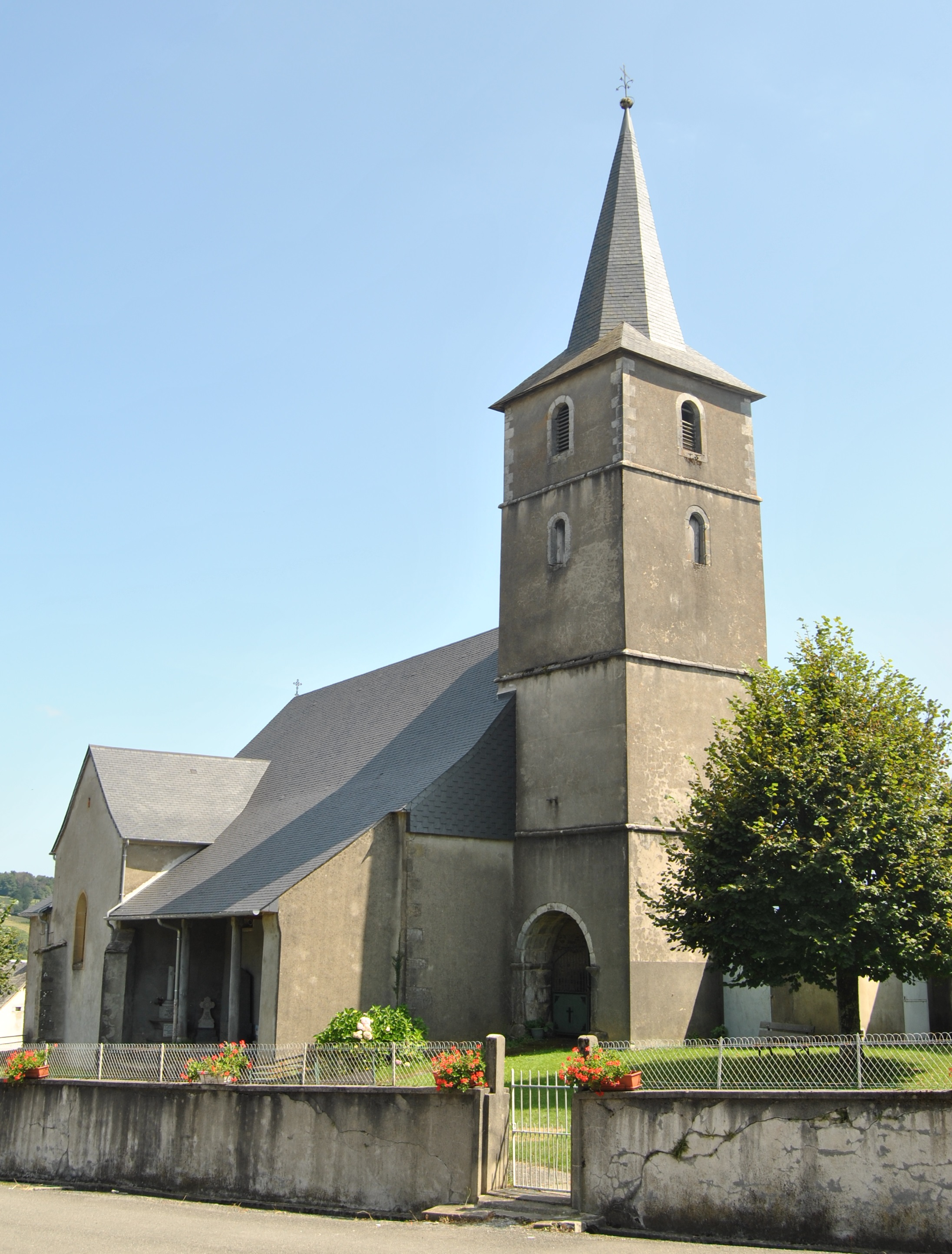
L'église Saint-Barthélemy d'Avezac, en 2018.
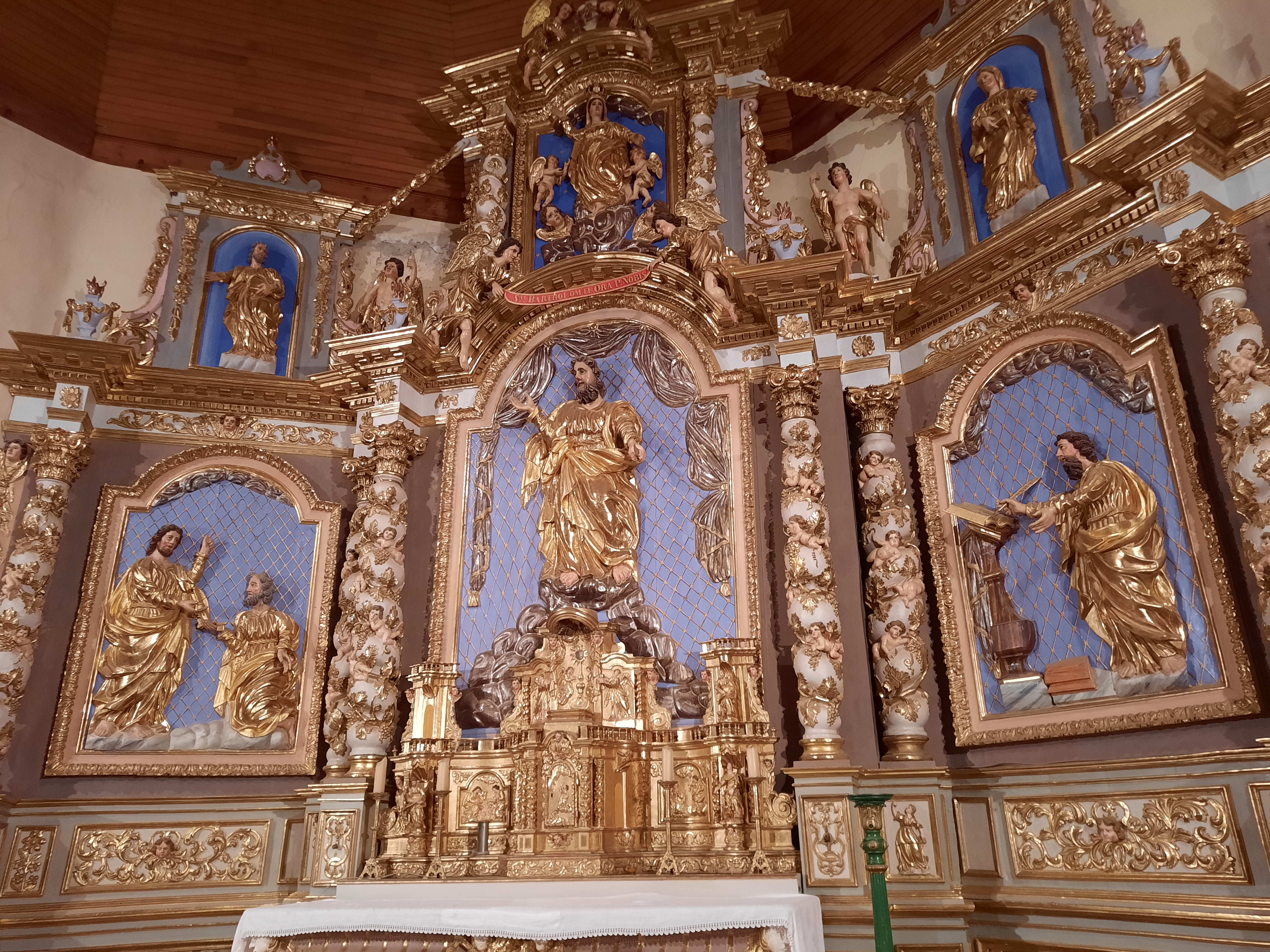
Retable du XVIIe siècle, dans l'église Saint-Barthélemy d'Avezac.
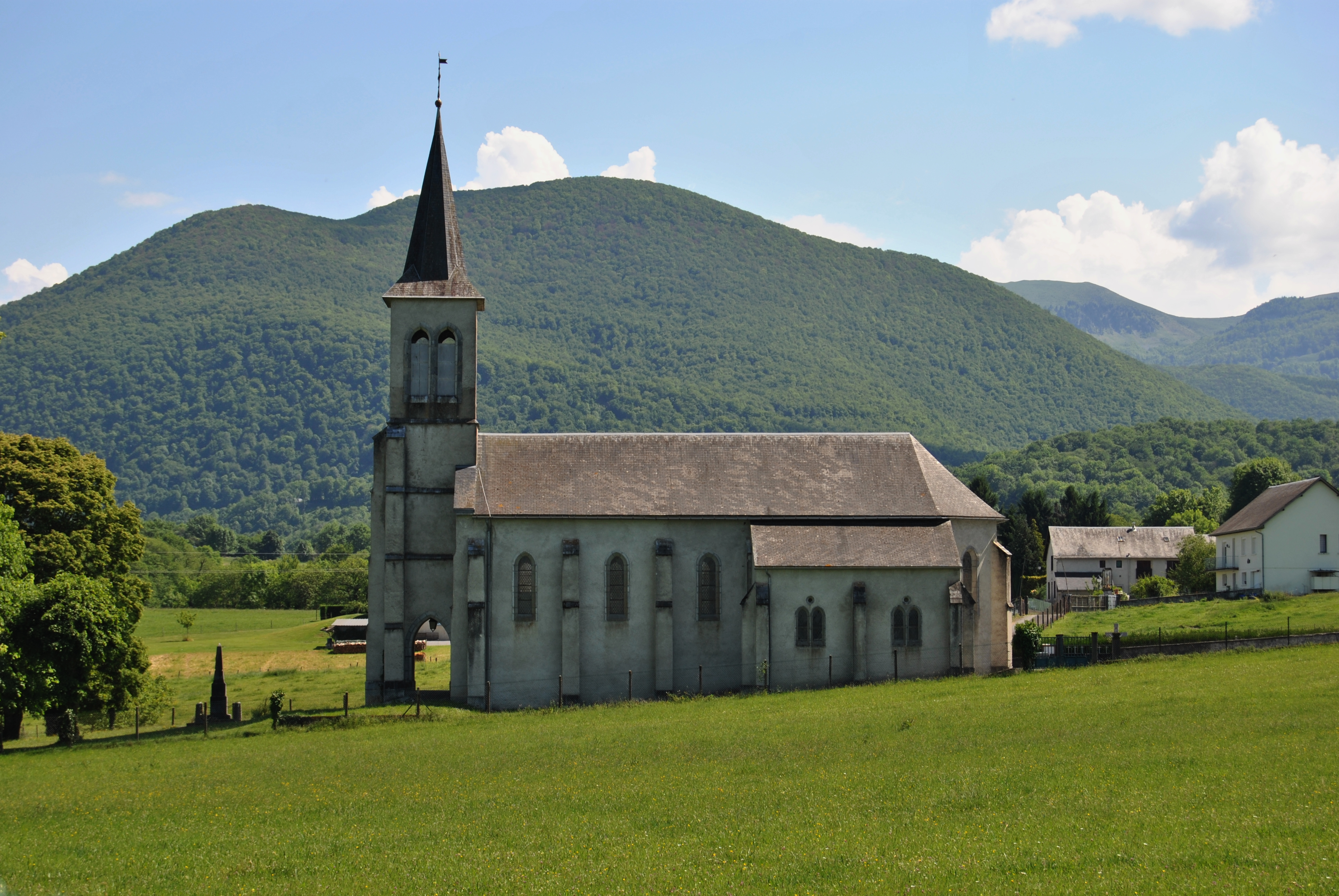
L'église Saint-Barthélemy de Prat, en 2017.
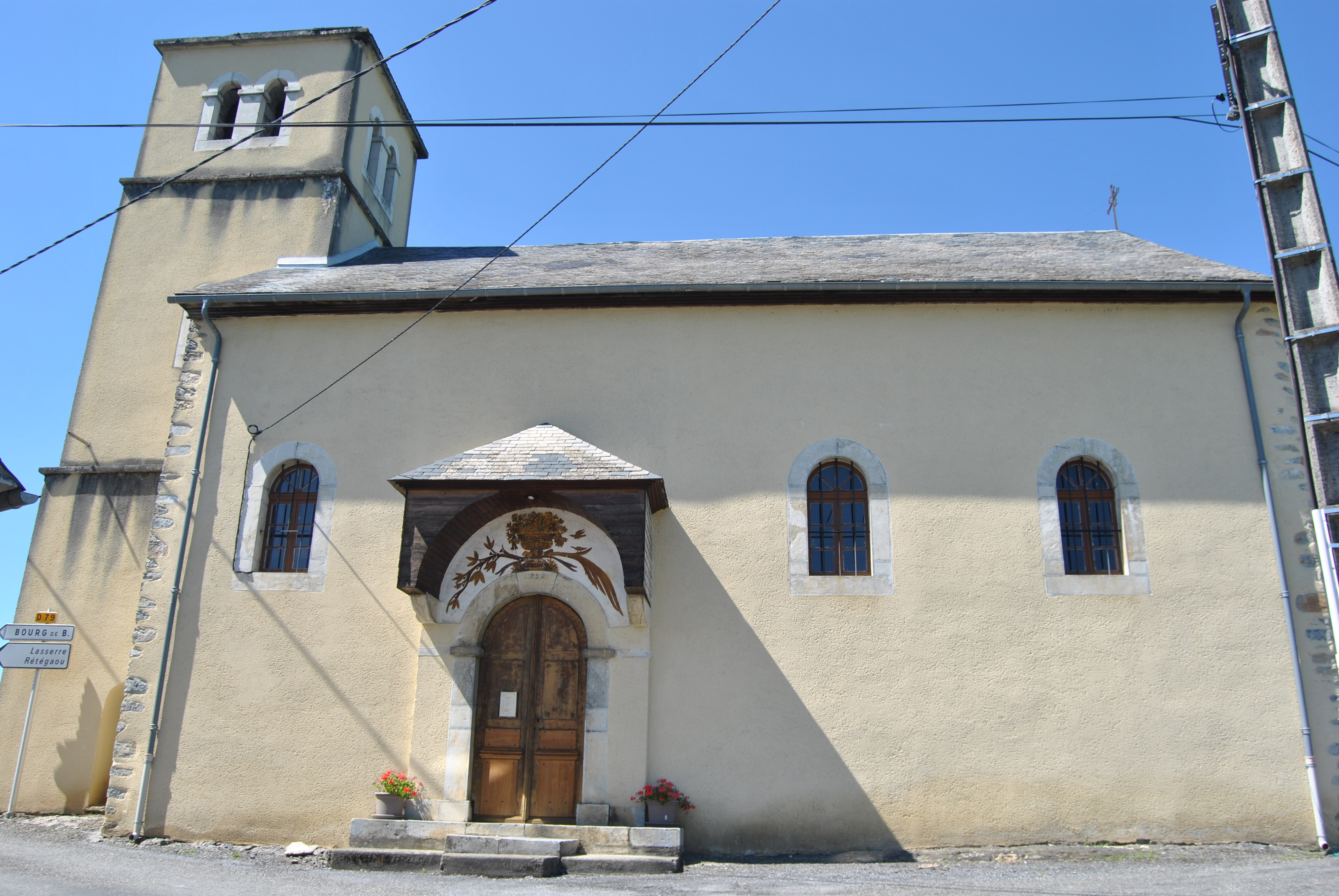
L'église Saint-Michel de Lahitte, en 2018.
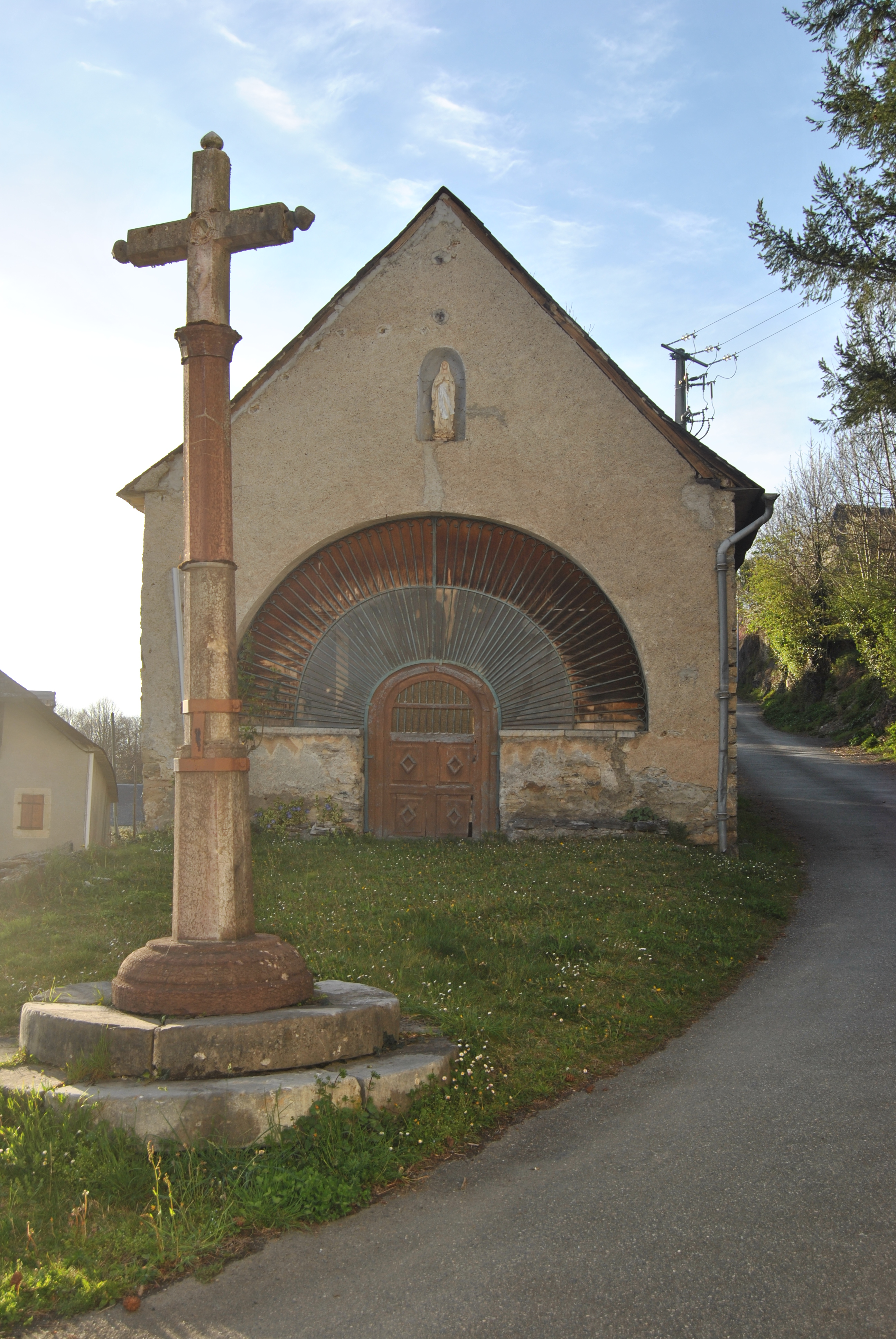
La chapelle d'Avezac, en 2017.
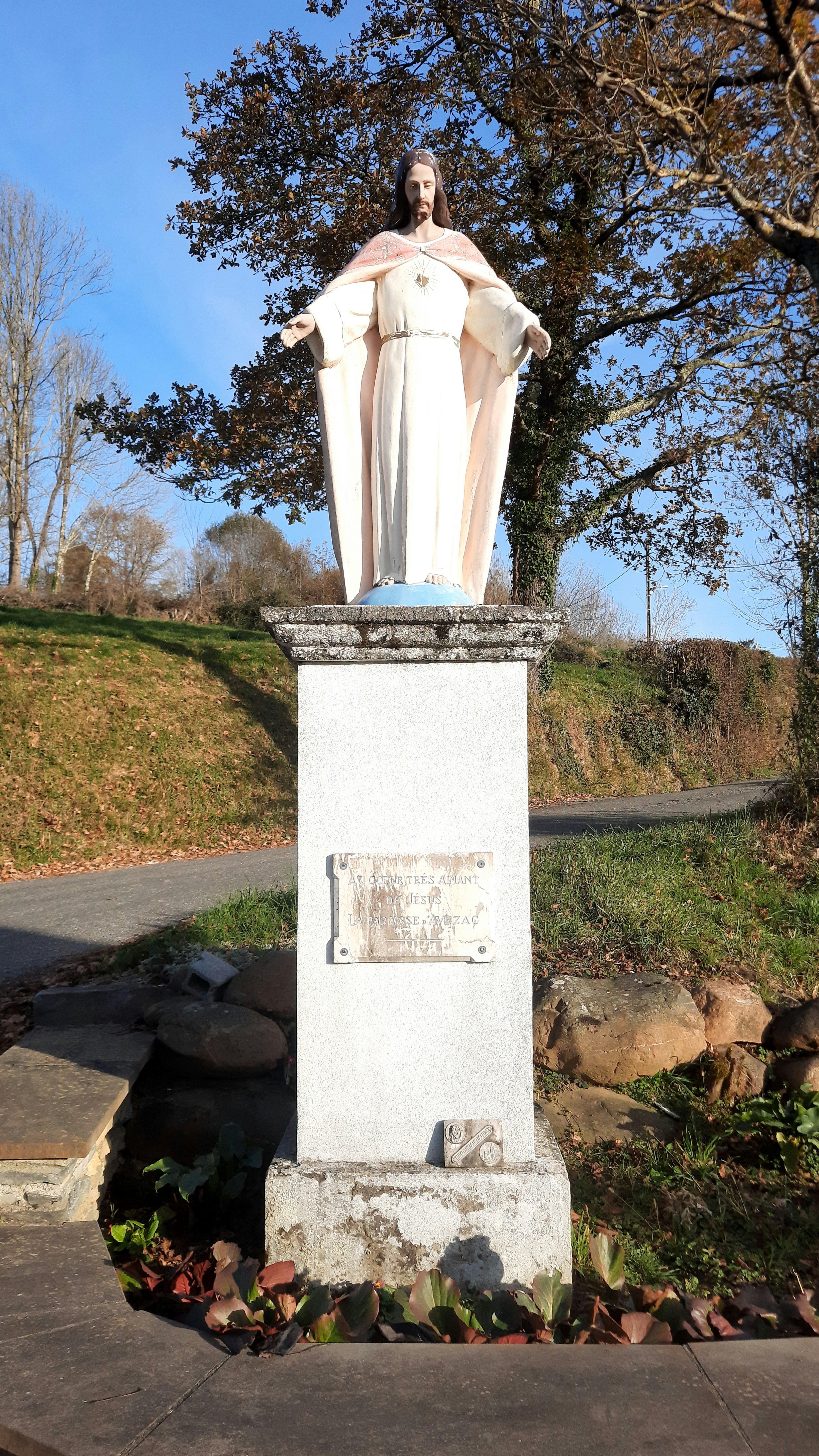
Statue du Christ à Avezac, en 2020.

#### Autres lieux et monuments
La commune possède trois monuments aux morts, un par village : à Avezac, sous le porche de l'église, à Prat, devant l'église et une plaque à Lahitte, dans l'église. En outre, un monument commémoratif, dédié à François Ader, fusillé en 1944, est placé au bord de la D 17.
La commune compte de nombreux tumulus. Parmi eux, trois sont inscrits ou classés monument historique : le tumulus dit « Puyo de l'Ardoun », inscrit depuis le 2 mars 1970, situé au lieu-dit l'Usine, propriété de la commune ; le tumulus, classé depuis le 26 janvier 1970, situé au lieu-dit l'Estaque, propriété de la commune ; et enfin le tumulus, inscrit depuis la même date que ce dernier, situé au lieu-dit la Gare, propriété d'une société privée.
La tour d'Avezac domine la commune. Sa construction remonte au XIIe siècle et il semblerait qu'autrefois, c'était un donjon de surveillance ou de repli. Pour entrer à l'intérieur, il fallait utiliser une passerelle en bois et la porte située en hauteur. Il semblerait aussi qu'elle communiquait avec le château de Mauvezin, visible depuis celle-ci. Menaçant de s'effondrer à la suite d'un orage, elle a été restaurée par la commune en 1997. Depuis, il n'est pas possible d'entrer à l'intérieur, seulement d'en faire le tour à pied,.
Une fontaine d'eau potable coule en permanence au pied la mairie d'Avezac-Prat-Lahitte. L'eau provient d'une source naturelle, celle du « Navaillo ».
La commune dispose de plusieurs anciens lavoirs. Ils sont pour la plupart vidés et transformés en jardinière, sauf celui de la Place Era Plaça où cohabitent vase et têtards.
Chaque village dispose d'une salle des fêtes, pouvant être louée ou utilisée pour divers événements. Pour Avezac, il y en a une au quartier la Gare et une au village.

Autres lieux et monuments de la commune (sélection)
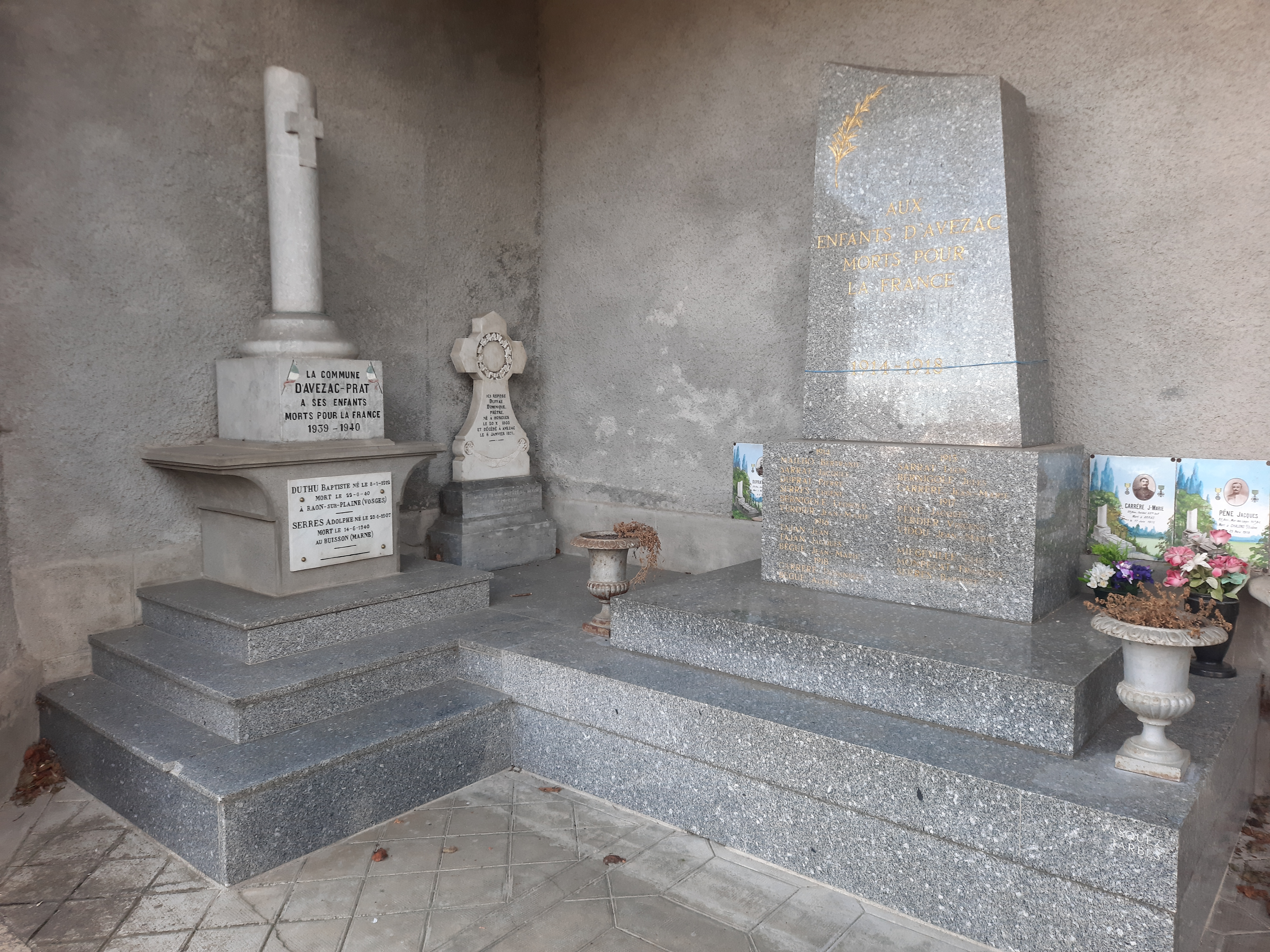
Monument aux morts d'Avezac, sur le parvis de l'église, en 2020.
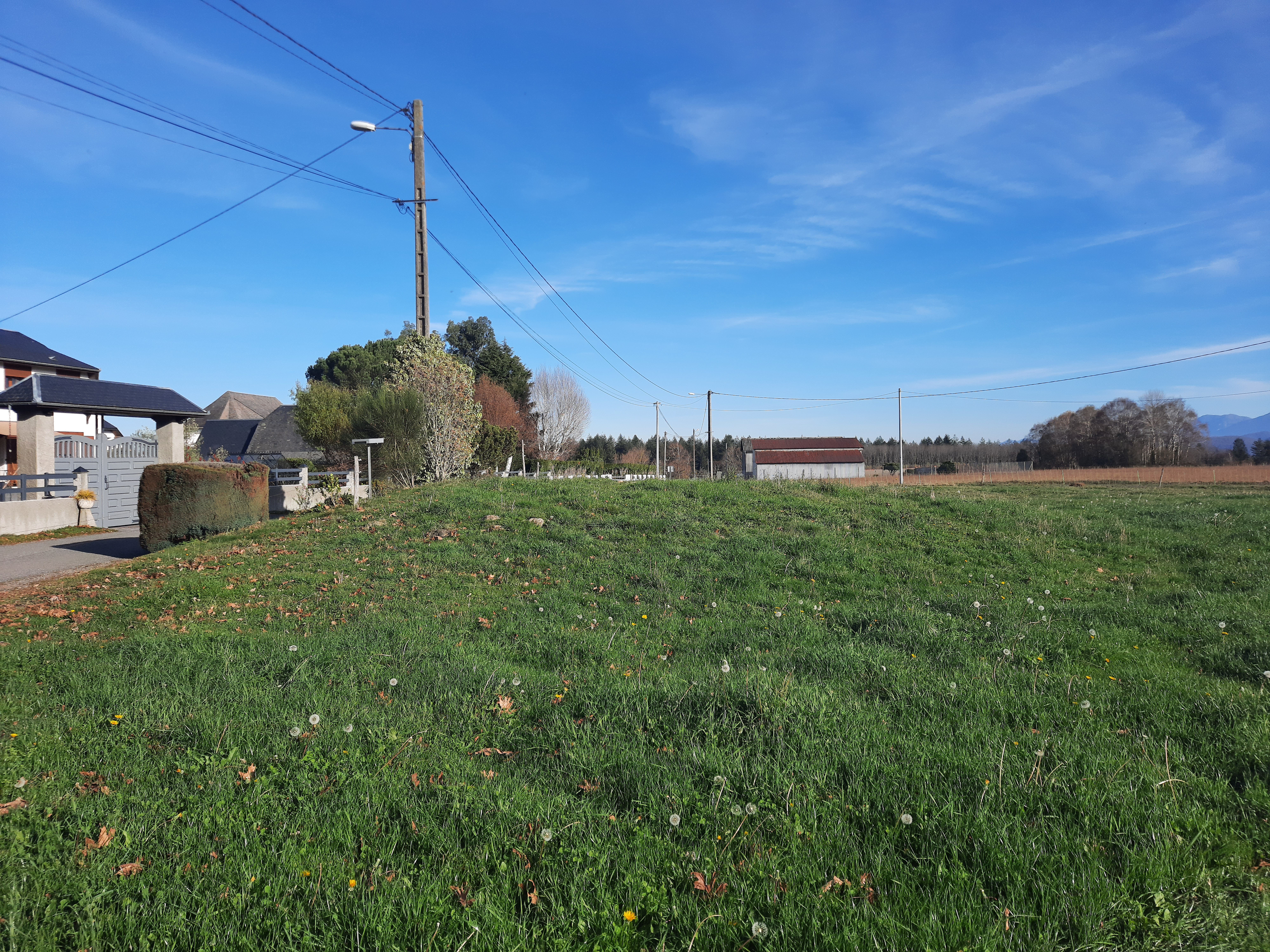
Le tumulus de l'Estaque, en 2020.
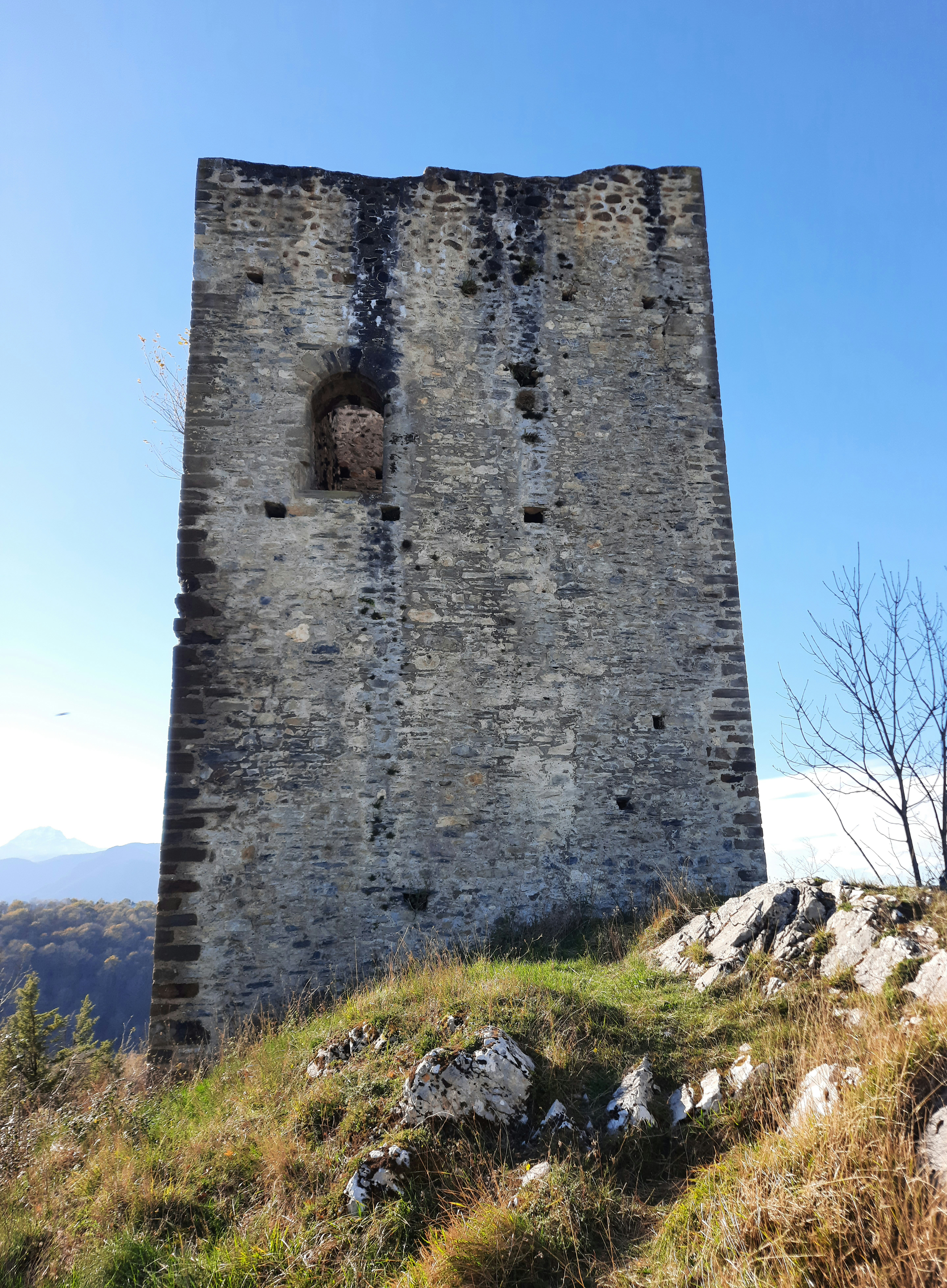
Vue Ouest de la tour d'Avezac, en 2020.
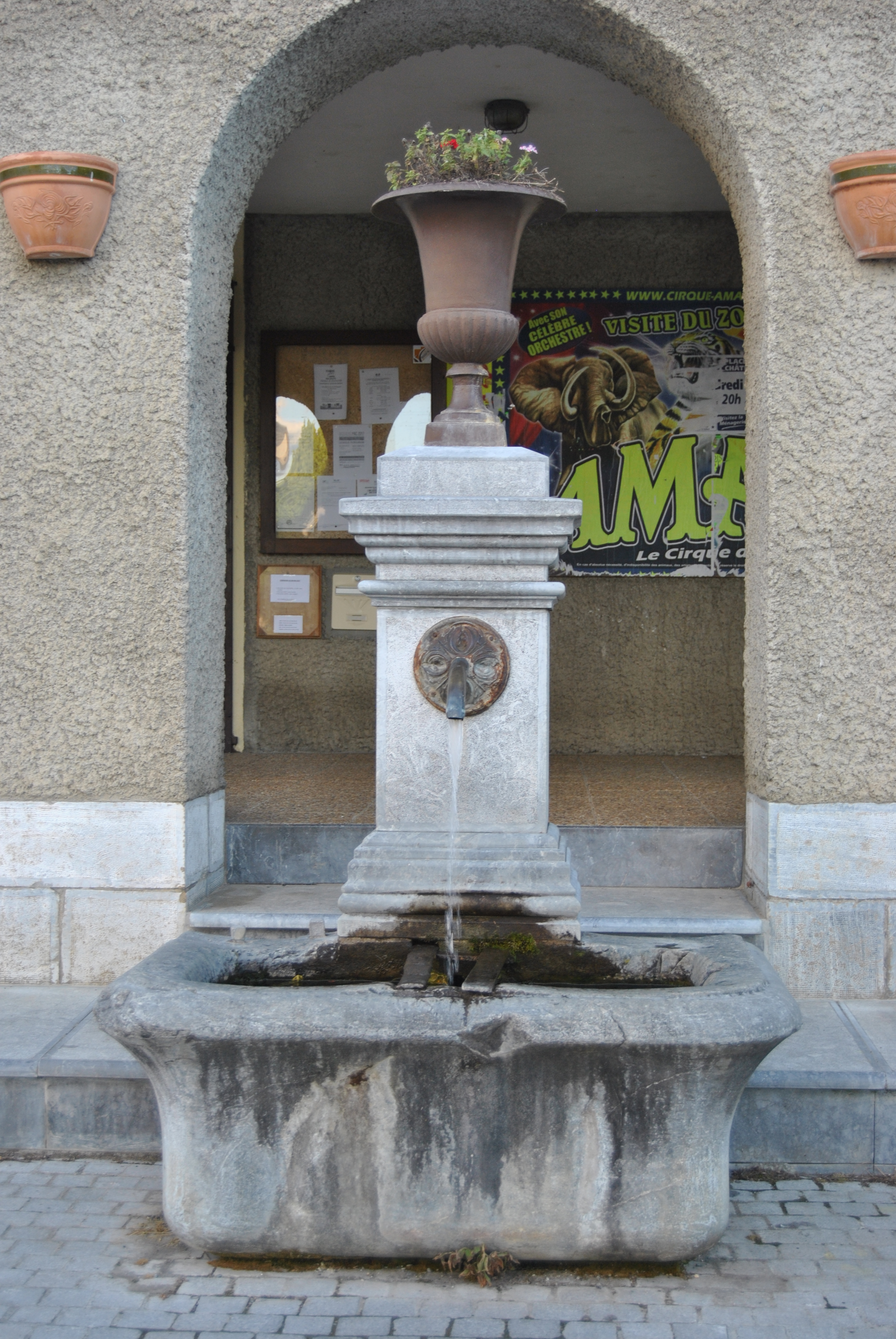
La fontaine du village, en 2017.
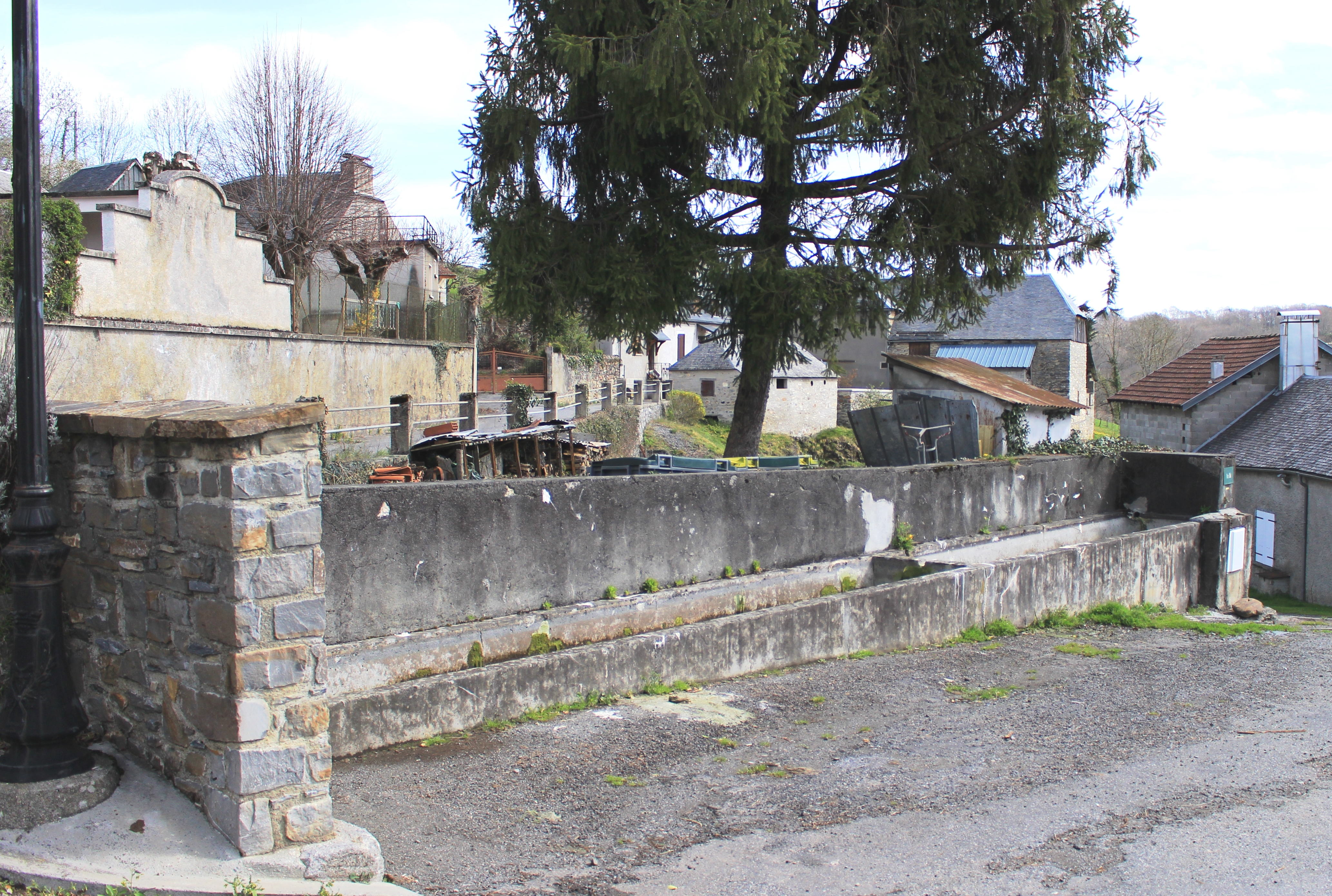
Lavoir de la Place Era Plaça, en 2018
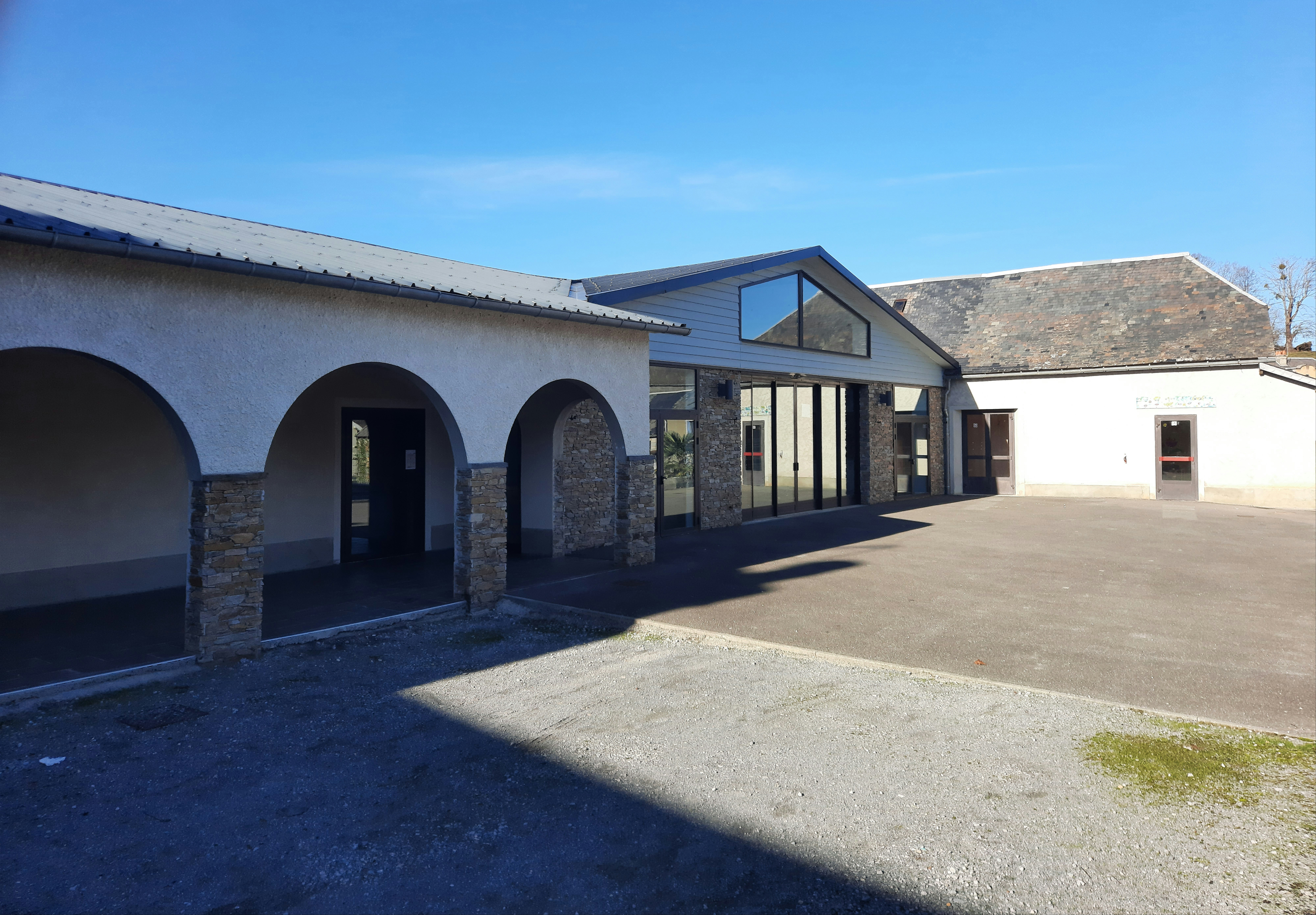
Salle des fêtes d'Avezac-Village, en 2020.

### Héraldique
| Blason de Avezac-Prat-Lahitte | Blason  | - D'azur au château ruiné d'argent sur une rivière ondée du champ chargée de deux fasces ondées aussi d'argent, accompagné en chef de deux oiseaux du même fondant, celui de dextre en bande, celui de senestre en barre. - D'azur au château masuré d'argent, maçonné de sable, ouvert et ajouré du champ, posé sur une champagne ondée d'azur chargée de deux fasces ondées d'argent, accompagné de deux oiseaux du même en chef, volant vers le cœur, celui de dextre en bande et celui de senestre en barre. |
| Blason de Avezac-Prat-Lahitte | Détails | blason officiel vérifié auprès de la mairie. même si le blason est officiel, sa signification diffère selon les sources. |